# دول المحور
دول المحور (بالألمانية: Achsenmächte) (باليابانية: 枢軸国) (بالإيطالية: Potenze dell'Asse)‏، والمعروفة أيضًا باسم «محور روما-برلين-طوكيو»، كانت الدول التي حاربت في الحرب العالمية الثانية ضد الحلفاء. اتفقت دول المحور على معارضتها للحلفاء، لكنها لم تنسق نشاطها بالكامل.
نما المحور من الجهود الدبلوماسية لألمانيا وإيطاليا واليابان لتأمين مصالحهم التوسعية الخاصة في منتصف الثلاثينيات. كانت الخطوة الأولى هي المعاهدة التي وقعتها ألمانيا وإيطاليا في أكتوبر 1936. أعلن بينيتو موسوليني في 1 نوفمبر 1936 أن جميع الدول الأوروبية الأخرى ستدور منذ ذلك الحين على محور روما-برلين، وبالتالي نشأ مصطلح «المحور». كانت الخطوة الثانية المتزامنة تقريبًا هي التوقيع في نوفمبر 1936 على ميثاق مناهضة الكومنترن، الذي كان معاهدة مناهضة للشيوعية بين ألمانيا واليابان، وانضمت له إيطاليا وإسبانيا في عام 1937. أصبح «محور روما-برلين» تحالفًا عسكريًا في عام 1939 تحت ما سمي بـ «حلف الصلب»، حيث أدى الاتفاق الثلاثي لعام 1940 إلى تكامل الأهداف العسكرية لألمانيا، وإيطاليا، واليابان.
في ذروته في عام 1942 خلال الحرب العالمية الثانية، ترأس المحور مناطق احتلت أجزاء كبيرة من أوروبا وشمال أفريقيا وشرق آسيا. لم تكن هناك اجتماعات قمة ثلاثية وكان التعاون والتنسيق ضئيلًا، مع زيادة طفيفة بين ألمانيا وإيطاليا. انتهت الحرب في عام 1945 بهزيمة قوى المحور وتفكك تحالفها. كما في حالة الحلفاء، كانت عضوية المحور متغيرة، حيث بدلت بعض الدول الجوانب أو غيرت درجة مشاركتها العسكرية على مدار الحرب.
بدأت الحرب العالمية الثانية عام 1939وذلك عندما طلب الزعيم الألماني هتلر من بولندا إعادة ممر (دانزغ) رفضت بولندا وبشدة لهذا القرار. وعملت كل من فرنسا وبريطانيا لإيجاد حل لهذه الازمة إلا ان هتلر فاجأ العالم باجتياح بولندا في 1/9/1939 ورفض انذار بريطانيا وفرنسا. وانقسم العالم إلى معسكرين المحور والحلفاء وكانت هذه بداية الحرب، واستمرت الحرب حتى عام 1945 وانتهت بانتصار دول الحلفاء. وتقسيم دول المحور ونهايه النظام الفاشي والنازي.

## الأصل والتكوين

### المقترحات الأولية لتحالف ألماني إيطالي
كانت إيطاليا تسعى تحت قيادة الدوتشي بينيتو موسوليني إلى تحالف استراتيجي بين إيطاليا وألمانيا ضد فرنسا منذ أوائل عشرينيات القرن العشرين. قبل أن يصبح رئيسًا للحكومة في إيطاليا كزعيم للحركة الفاشية الإيطالية، كان موسوليني قد دافع عن التحالف مع ألمانيا المهزومة بعد أن أنهى مؤتمر باريس للسلام لعام 1919 الحرب العالمية الأولى. كان يعتقد أن إيطاليا يمكن أن توسع نفوذها في أوروبا من خلال التحالف مع ألمانيا ضد فرنسا. في أوائل عام 1923، كبادرة حسن نية إلى ألمانيا، سلمت إيطاليا سرًا أسلحة للجيش الألماني، الذي واجه نزع سلاح كبير بموجب أحكام معاهدة فرساي.
في سبتمبر 1923، عرض موسوليني على المستشار الألماني جوستاف شتريسمان «سياسة مشتركة»: سعى للحصول على دعم عسكري ألماني ضد التدخل العسكري الفرنسي المحتمل بشأن النزاع الدبلوماسي الإيطالي مع يوغوسلافيا على فيومي، إذا أدى الاستيلاء الإيطالي على فيومي إلى حرب بين إيطاليا ويوغوسلافيا. أفاد السفير الألماني في إيطاليا عام 1924 أن موسوليني رأى ألمانيا القومية كحليف أساسي لإيطاليا ضد فرنسا، وأعرب عن أمله في الاستفادة من الرغبة داخل الجيش الألماني والحق السياسي الألماني في حرب انتقامية ضد فرنسا.
خلال جمهورية فايمار، لم تحترم الحكومة الألمانية معاهدة فرساي التي ضُغِطَ عليها من أجل توقيعها، ورفضت شخصيات حكومية مختلفة في ذلك الوقت حدود ألمانيا بعد فرساي. دعم الجنرال هانز فون سيكت (رئيس الرايخويهر منذ 1920 حتى 1926) تحالفًا بين ألمانيا والاتحاد السوفيتي لغزو وتقسيم بولندا بينهما واستعادة الحدود الألمانية الروسية عام 1914. أعلن جوستاف شتريسمان كوزير للخارجية الألمانية عام 1925 أن إعادة دمج الأراضي المفقودة لصالح بولندا ودانزيغ في معاهدة فرساي كانت مهمة رئيسية للسياسة الخارجية الألمانية. أعلنت مذكرة وزارة الرايخويهر لعام 1926 عن نيتها في السعي لإعادة دمج الأراضي الألمانية المفقودة لصالح بولندا كأولوية أولى، وتليها استعادة إقليم سار، وضم النمسا، وإعادة تسليح أراضي الراينلاند.
منذ عشرينيات القرن الماضي، حددت إيطاليا عام 1935 كتاريخ حاسم للتحضير للحرب ضد فرنسا، حيث كان عام 1935 هو العام الذي كان من المقرر أن تنتهي فيه التزامات ألمانيا بمعاهدة فرساي.
انعقدت اجتماعات في برلين في عام 1924 بين الجنرال الإيطالي لويجي كابيلو وشخصيات بارزة في الجيش الألماني، مثل فون سيكت وإريش لودندورف، حول التعاون العسكري بين ألمانيا وإيطاليا. وخلصت المناقشات إلى أن الألمان ما زالوا يريدون حرب انتقام من فرنسا لكنهم كانوا يفتقرون إلى الأسلحة، وأعربوا عن أملهم في أن تتمكن إيطاليا من مساعدة ألمانيا.
في هذا الوقت شدد موسوليني على أحد الشروط المهمة التي يجب على إيطاليا اتباعها في تحالف مع ألمانيا: وهو أن إيطاليا «يجب أن...تجرهم، وليس أن تُجَرَّ من قبلهم». شدد وزير الخارجية الإيطالي دينو غراندي في أوائل الثلاثينيات من القرن الماضي على أهمية «الوزن الحاسم»، الذي ينطوي على علاقات إيطاليا بين فرنسا وألمانيا، واعترف بأن إيطاليا لم تكن قوة كبرى بعد، لكنه أدرك أن إيطاليا كانت لديها نفوذ قوي بما يكفي لتغيير الوضع السياسي في أوروبا بوضع وزن دعمها على جانب أو آخر. مع ذلك، شدد غراندي على أنه يجب على إيطاليا أن تسعى لتجنب أن تصبح «عبدًا لسلطة الثلاثة» من أجل متابعة مصالحها، بحجة أنه على الرغم من وجود توترات كبيرة بين إيطاليا وفرنسا، فإن إيطاليا لن تلزم نفسها دون قيد أو شرط بتحالف مع ألمانيا، تمامًا كما لن تلزم نفسها دون قيد أو شرط بتحالف مع فرنسا لتوترات إيطالية ألمانية محتملة. جرى تحدي محاولات غراندي للحفاظ على توازن دبلوماسي بين فرنسا وألمانيا في عام 1932 بضغط من الفرنسيين، الذين كانوا قد بدأوا بالفعل في إعداد تحالف مع بريطانيا والولايات المتحدة ضد تهديد ألمانيا الانتقامية. حذرت الحكومة الفرنسية إيطاليا من أنها يجب أن تختار ما إذا كانت ستقف إلى جانب القوى الموالية لفرساي أو إلى جانب الانتقاميين المناهضين لفرساي. رد غراندي بأن إيطاليا ستكون مستعدة لتقديم دعم فرنسا ضد ألمانيا إذا منحت فرنسا إيطاليا ولاية لها على الكاميرون ومنحت إيطاليا يدًا حرة في إثيوبيا. رفضت فرنسا تقايض إيطاليا المقترح للدعم، لأنها اعتقدت أن مطالب إيطاليا غير مقبولة وأن التهديد من ألمانيا لم يكن مباشرًا بعد.
في 23 أكتوبر 1932، أعلن موسوليني دعمه لإدارة قوى أربعة ضمت بريطانيا وفرنسا وألمانيا وإيطاليا، لإجراء مراجعة منظمة للمعاهدة خارج ما اعتبره عصبة أمم عتيقة. صممت الإدارة المقترحة بشكل عملي للحد من الهيمنة الفرنسية في أوروبا القارية، من أجل الحد من التوترات بين القوى العظمى على المدى القصير لإعفاء إيطاليا من أن تجبر على تحالف حرب معين بينما يسمح لهم في نفس الوقت بالاستفادة من الصفقات الدبلوماسية لمراجعات المعاهدة.

### تحالف الدانوب، الخلاف على النمسا

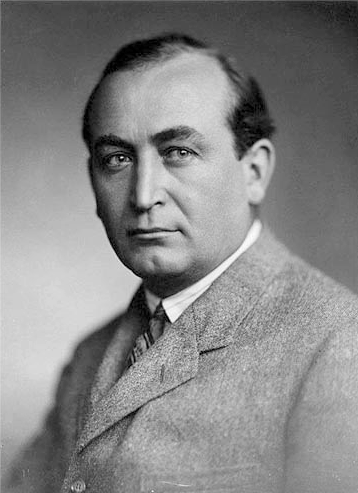
جيولا جومبوس ، رئيس وزراء المجر ، 1932-1936.

في عام 1932، صعد جيولا جومبوس وحزب الوحدة الوطنية إلى السلطة في المجر ، وسعى على الفور إلى التحالف مع إيطاليا. سعى جومبوس إلى تغيير حدودالمجر بعد معاهدة تريانون، لكنه عرف أن المجر وحدها لم تكن قادرة على تحدي قوى الوفاق الصغير من خلال تشكيل تحالف مع النمسا وإيطاليا.  كان موسوليني مبتهجًا بعرض جومبوس للتحالف مع إيطاليا ، وتعاونوا في السعي لإقناع المستشار النمساوي إنجلبرت دولفوس بالانضمام إلى اتفاقية اقتصادية ثلاثية مع إيطاليا والمجر. في الاجتماع بين Gömbös و Mussolini في روما في 10 نوفمبر 1932، طرح السؤال عن سيادة النمسا فيما يتعلق بالصعود المتوقع للسلطة في ألمانيا للحزب النازي.  كان موسوليني قلقًا بشأن الطموحات النازية تجاه النمسا، وأشار إلى أنه على الأقل في المدى القصير كان ملتزمًا بالحفاظ على النمسا كدولة ذات سيادة.  كان لدى إيطاليا مخاوف بشأن ألمانيا التي تضمنت النمسا التي تطالب بملكية الأراضي التي يسكنها الألمان في جنوب تيرول (المعروف أيضًا باسم ألتو أديجي) داخل إيطاليا، والتي تحد النمسا على ممر برينر. رد جومبوس على موسوليني بأنه كما تم تحديد النمساويين في المقام الأول على أنهم ألمان، فإن Anschlussمن النمسا إلى ألمانيا كان لا مفر منه، ونصحت بأنه سيكون من الأفضل لإيطاليا أن يكون لها ألمانيا ودية عبر ممر برينر من ألمانيا المعادية المصممة على دخول البحر الأدرياتيكي.  قال موسوليني إنه يأمل أن يتم تأجيل الضم لأطول فترة ممكنة حتى اندلاع الحرب الأوروبية التي قدر أنها ستبدأ في عام 1938.

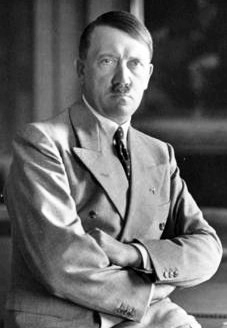
أدولف هتلر ، الفوهرر ومستشار الرايخ للشعب الألماني ، 1933-1945

في عام 1933، وصل أدولف هتلر والحزب النازي إلى السلطة في ألمانيا. كان أول زائر دبلوماسي له هو جومبو.في رسالة إلى هتلر في غضون يوم واحد من تعيينه مستشارًا، قال جومبوس للسفير المجري في ألمانيا لتذكير هتلر «أنه قبل عشر سنوات، على أساس مبادئنا المشتركة وأيديولوجيتنا، كنا على اتصال عبر د. شيبنر-ريختر». طلب جومبوس من السفير المجري إبلاغ هتلر بنوايا المجر «للتعاون بين البلدين في السياسة الخارجية والاقتصادية».
كان هتلر قد دعا إلى تحالف بين ألمانيا وإيطاليا منذ عشرينيات القرن الماضي.  بعد فترة وجيزة من تعيينه مستشارًا، أرسل هتلر رسالة شخصية إلى موسوليني، أعلن فيها «إعجابه وتكريمه» ومعلنًا عن توقعه لآفاق الصداقة الألمانية الإيطالية وحتى التحالف.  كان هتلر مدركًا أن إيطاليا لديها مخاوف بشأن المطالبات الألمانية المحتملة بالأراضي في جنوب تيرول، وأكد لموسوليني أن ألمانيا ليست مهتمة بجنوب تيرول. هتلر في كفاحيقد أعلن أن جنوب تيرول لم يكن موضوعًا نظرًا للمزايا التي يمكن اكتسابها من التحالف الألماني الإيطالي. بعد صعود هتلر إلى السلطة، نظرت بريطانيا باهتمام إلى اقتراح مديرية القوى الأربعة المقدم من إيطاليا، لكن هتلر لم يكن ملتزمًا به، مما أدى إلى حث موسوليني هتلر على النظر في المزايا الدبلوماسية التي ستكسبها ألمانيا من خلال الخروج من العزلة بالدخول المديرية وتجنب النزاع المسلح الفوري. نص اقتراح مديرية القوى الأربع على أن ألمانيا لم تعد مطالبة بامتلاك أسلحة محدودة وسيتم منحها الحق في إعادة التسلح تحت إشراف أجنبي على مراحل.  رفض هتلر تمامًا فكرة إعادة التسلح الخاضعة للرقابة تحت إشراف أجنبي.
لم يثق موسوليني في نوايا هتلر فيما يتعلق بضم أنشلوس ولا وعد هتلر بعدم وجود مطالبات إقليمية في جنوب تيرول.  أبلغ موسوليني هتلر أنه راضٍ عن وجود حكومة دولفوس المناهضة للماركسية في النمسا، وحذر هتلر من أنه يعارض بشدة الضم.  رد هتلر بازدراء لموسوليني بأنه كان ينوي «رمي دولفوس في البحر».  مع هذا الخلاف حول النمسا، أصبحت العلاقات بين هتلر وموسوليني بعيدة بشكل مطرد.
حاول هتلر كسر الجمود مع إيطاليا بشأن النمسا بإرسال هيرمان جورينج للتفاوض مع موسوليني في عام 1933 لإقناع موسوليني بالضغط على الحكومة النمساوية لتعيين أعضاء من النازيين النمساويين في الحكومة.  ادعى غورينغ أن الهيمنة النازية على النمسا كانت حتمية وأن إيطاليا يجب أن تقبل ذلك، بالإضافة إلى تكرار وعد هتلر لموسوليني بـ «اعتبار مسألة حدود جنوب تيرول قد تمت تصفيتها أخيرًا بموجب معاهدات السلام».  رداً على زيارة غورينغ مع موسوليني، ذهب دولفوس على الفور إلى إيطاليا لمواجهة أي تقدم دبلوماسي ألماني. ادعى دولفوس أن حكومته كانت تتحدى بنشاط الماركسيين في النمسا وادعى أنه بمجرد هزيمة الماركسيين في النمسا، فإن هذا الدعم للنازيين النمساويين سينخفض.
في يونيو 1934، التقى هتلر وموسوليني لأول مرة فيالبندقية. الاجتماع لم يسير بشكل ودي. طالب هتلر بأن يتنازل موسوليني عن النمسا بالضغط على دولفوس لتعيين نمساويين نمساويين في حكومته، الأمر الذي رفض موسوليني الطلب بشكل قاطع. رداً على ذلك، وعد هتلر بأنه سيقبل استقلال النمسا في الوقت الحالي، قائلاً إنه بسبب التوترات الداخلية في ألمانيا (في إشارة إلى أقسام من SA النازية التي سيقتلها هتلر قريبًا في ليلة السكاكين الطويلة) أن ألمانيا لا تستطيع تتحمل استفزاز إيطاليا. صرح جالياتسو سيانو للصحافة أن الزعيمين توصلا إلى «اتفاق نبيل» لتجنب التدخل في النمسا.

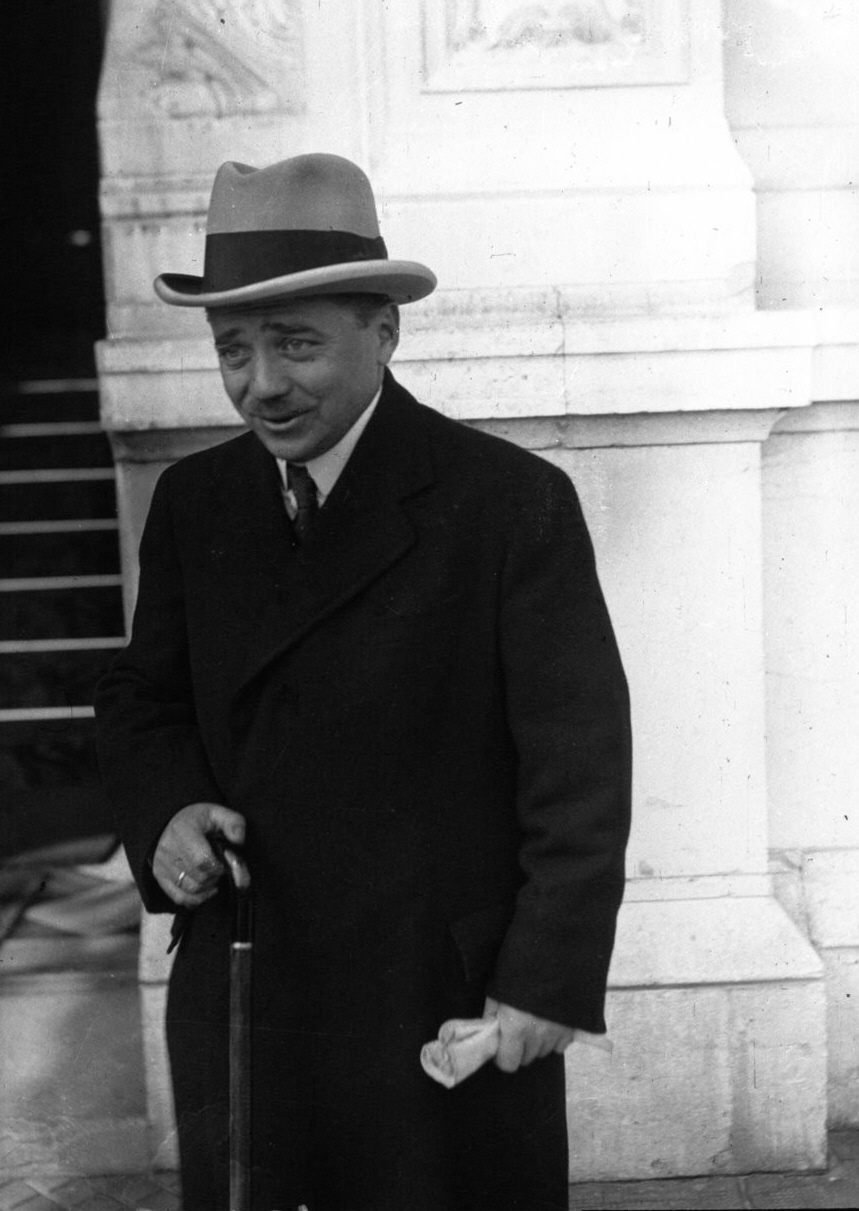
إنجلبرت دولفوس ، مستشار النمسا ، 1932-1934.

بعد عدة أسابيع من لقاء البندقية، في 25 يوليو 1934، اغتال النازيون النمساويون دولفوس.  كان موسوليني غاضبًا لأنه حمل هتلر المسؤولية المباشرة عن الاغتيال الذي انتهك وعد هتلر الذي قطعه قبل أسابيع فقط باحترام استقلال النمسا.  نشر موسوليني بسرعة العديد من فرق الجيش والأسراب الجوية في ممر برينر، وحذر من أن تحركًا ألمانيًا ضد النمسا سيؤدي إلى حرب بين ألمانيا وإيطاليا.  رد هتلر بإنكار المسؤولية النازية عن الاغتيال وإصدار أوامر بحل جميع العلاقات بين الحزب النازي الألماني وفرعه النمساوي، والذي ادعت ألمانيا أنه مسؤول عن الأزمة السياسية.
تخلت إيطاليا فعليًا عن العلاقات الدبلوماسية مع ألمانيا أثناء توجهها إلى فرنسا من أجل تحدي تعنت ألمانيا من خلال التوقيع على اتفاق فرنسي إيطالي لحماية استقلال النمسا.  ناقش الطاقم العسكري الفرنسي والإيطالي التعاون العسكري المحتمل الذي ينطوي على حرب مع ألمانيا إذا تجرأ هتلر على مهاجمة النمسا.
تعافت العلاقات بين ألمانيا وإيطاليا بسبب دعم هتلر للغزو الإيطالي لإثيوبيا في عام 1935، بينما أدانت دول أخرى الغزو ودعت إلى فرض عقوبات على إيطاليا.
تطوير التحالف الألماني - الإيطالي - الياباني
هيديو كوداما، وزير في زمن الحرب في إمبراطورية اليابان.
بدأ الاهتمام في ألمانيا واليابان بتشكيل تحالف عندما زارالدبلوماسي الياباني أوشيما هيروشي Joachim von Ribbentrop في برلين عام 1935. أبلغ أوشيما فون ريبنتروب عن اهتمام اليابان بتشكيل تحالف ألماني ياباني ضد الاتحاد السوفيتي. توسع فون ريبنتروب في اقتراح أوشيما من خلال الدعوة إلى أن يقوم التحالف في سياق سياسي لاتفاق لمعارضة الكومنترن . قوبل الاتفاق المقترح بمراجعات متباينة في اليابان، حيث دعم فصيل من القوميين المتطرفين داخل الحكومة الاتفاقية بينما عارضت البحرية اليابانية ووزارة الخارجية اليابانية بشدة الاتفاقية. كان هناك قلق كبير في الحكومة اليابانية من أن مثل هذا الاتفاق مع ألمانيا يمكن أن يعطل علاقات اليابان مع بريطانيا، مما يعرض للخطر سنوات من الاتفاقية الأنجلو يابانية المفيدة، والتي سمحت لليابان بالارتقاء في المجتمع الدولي في المقام الأول. قوبل الرد على الاتفاقية بتقسيم مماثل في ألمانيا. في حين أن الاتفاقية المقترحة كانت شائعة بين المستويات العليا للحزب النازي، فقد عارضها الكثيرون في وزارة الخارجية والجيش ومجتمع الأعمال الذين لديهم مصالح مالية في الصين كانت اليابان معادية لها.
عند تعلم المفاوضات الألمانية اليابانية، بدأت إيطاليا أيضًا في الاهتمام بتشكيل تحالف مع اليابان. كانت إيطاليا تأمل أنه نظرًا لعلاقات اليابان الوثيقة طويلة الأمد مع بريطانيا، فإن التحالف الإيطالي الياباني يمكن أن يضغط على بريطانيا لتبني موقف أكثر ملاءمة تجاه إيطاليا في البحر الأبيض المتوسط. في صيف عام 1936، أبلغ وزير الخارجية الإيطالي شيانو السفير الياباني لدى إيطاليا، سوجيمورا يوتارو، «لقد سمعت أنه تم التوصل إلى اتفاقية يابانية-ألمانية بشأن الاتحاد السوفيتي، وأعتقد أنه سيكون من الطبيعي أن اتفاق بين إيطاليا واليابان». في البداية كان موقف اليابان تجاه الاقتراح الإيطالي رافضًا بشكل عام، حيث كان ينظر إلى التحالف الألماني الياباني ضد الاتحاد السوفيتي باعتباره أمرًا ضروريًا بينما يعتبر التحالف الإيطالي الياباني ثانويًا، حيث توقعت اليابان أن التحالف الإيطالي الياباني من شأنه أن يعادي بريطانيا التي أدانت غزو إيطاليا أثيوبيا. تغير موقف اليابان تجاه إيطاليا في عام 1937 بعد أن أدانت عصبة الأمم اليابان بالعدوان على الصين وواجهت عزلة دولية، بينما ظلت إيطاليا مؤيدة لليابان. نتيجة لدعم إيطاليا لليابان ضد الإدانة الدولية، اتخذت اليابان موقفًا أكثر إيجابية تجاه إيطاليا وقدمت مقترحات لاتفاق عدم اعتداء أو حياد مع إيطاليا.
الملازم أول هيروشي أوشيما، سفير اليابان في ألمانيا قبل وأثناء الحرب العالمية الثانية
تم توقيع الاتفاق الثلاثي بين ألمانيا وإيطاليا واليابان في 27 سبتمبر 1940 في برلين. انضمت المجر (20 نوفمبر 1940) ورومانيا (23 نوفمبر 1940) وسلوفاكيا (24 نوفمبر 1940) وبلغاريا (1 مارس 1941) إلى الاتفاقية.

### تطوير التحالف الألماني - الإيطالي - الياباني

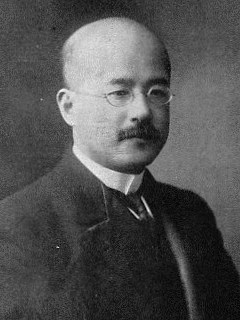
هيديو كوداما ، وزير في زمن الحرب في إمبراطورية اليابان.

بدأ الاهتمام في ألمانيا واليابان بتشكيل تحالف عندما زارالدبلوماسي الياباني Joachim von Ribbentrop في برلين عام 1935. أبلغ أوشيما فون ريبنتروب عن اهتمام اليابان بتشكيل تحالف ألماني ياباني ضد الاتحاد السوفيتي. توسع فون ريبنتروب في اقتراح أوشيما من خلال الدعوة إلى أن يقوم التحالف في سياق سياسي لاتفاق لمعارضة الكومنترن . قوبل الاتفاق المقترح بمراجعات متباينة في اليابان، حيث دعم فصيل من القوميين المتطرفين داخل الحكومة الاتفاقية بينما عارضت البحرية اليابانية ووزارة الخارجية اليابانية بشدة الاتفاقية. كان هناك قلق كبير في الحكومة اليابانية من أن مثل هذا الاتفاق مع ألمانيا يمكن أن يعطل علاقات اليابان مع بريطانيا، مما يعرض للخطر سنوات من الاتفاقية الأنجلو يابانية المفيدة، والتي سمحت لليابان بالارتقاء في المجتمع الدولي في المقام الأول.  قوبل الرد على الاتفاقية بتقسيم مماثل في ألمانيا. في حين أن الاتفاقية المقترحة كانت شائعة بين المستويات العليا للحزب النازي، فقد عارضها الكثيرون في وزارة الخارجية والجيش ومجتمع الأعمال الذين لديهم مصالح مالية في الصين كانت اليابان معادية لها.

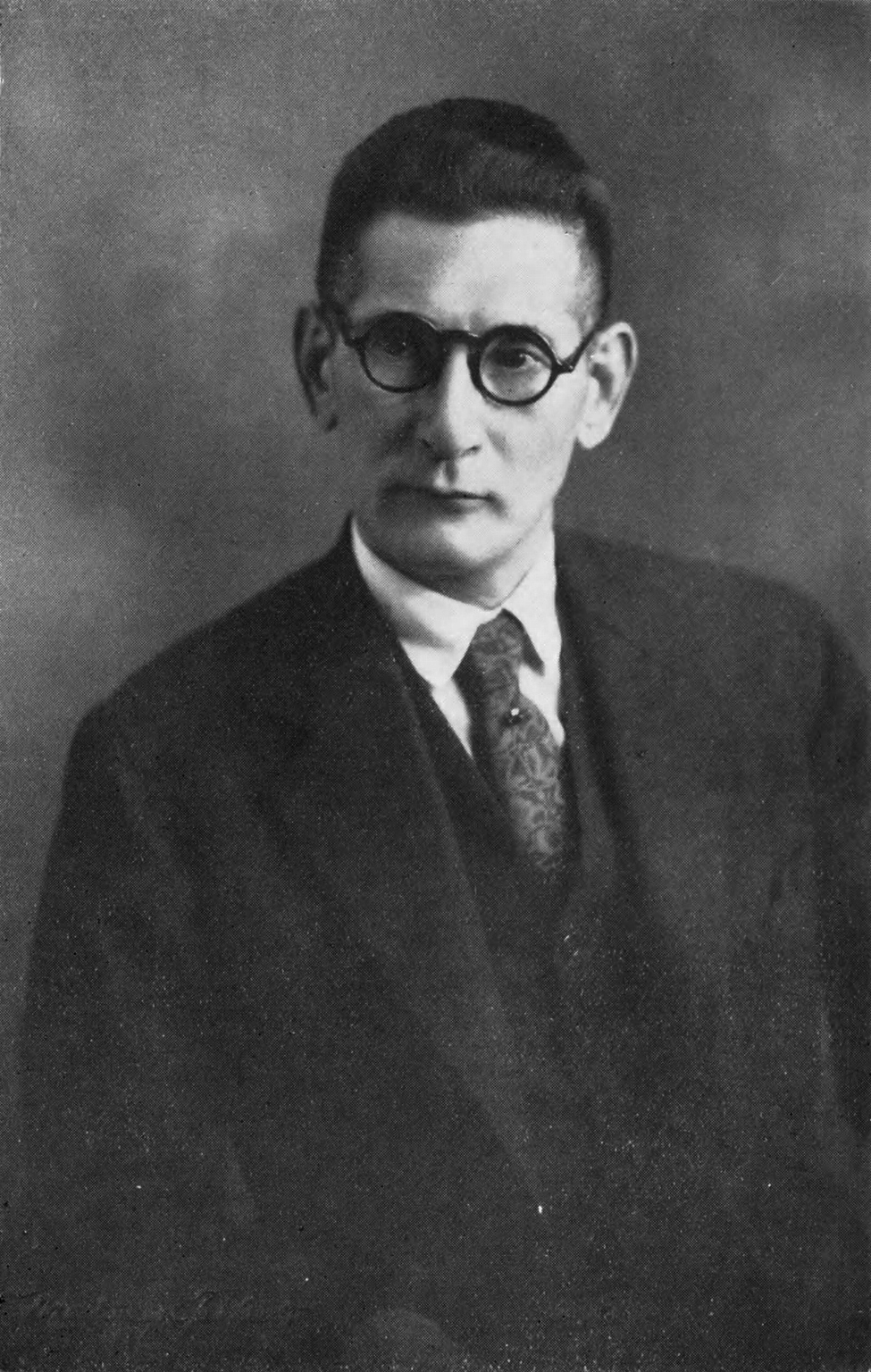
الكاتب الياباني شومي أوكاوا ، أحد الدعاة الرئيسيين للقومية اليابانية.

عند تعلم المفاوضات الألمانية اليابانية، بدأت إيطاليا أيضًا في الاهتمام بتشكيل تحالف مع اليابان.  كانت إيطاليا تأمل أنه نظرًا لعلاقات اليابان الوثيقة طويلة الأمد مع بريطانيا، فإن التحالف الإيطالي الياباني يمكن أن يضغط على بريطانيا لتبني موقف أكثر ملاءمة تجاه إيطاليا في البحر الأبيض المتوسط. في صيف عام 1936، أبلغ وزير الخارجية الإيطالي شيانو السفير الياباني لدى إيطاليا، سوجيمورا يوتارو، «لقد سمعت أنه تم التوصل إلى اتفاقية يابانية-ألمانية بشأن الاتحاد السوفيتي، وأعتقد أنه سيكون من الطبيعي أن اتفاق بين إيطاليا واليابان». في البداية كان موقف اليابان تجاه الاقتراح الإيطالي رافضًا بشكل عام، حيث كان ينظر إلى التحالف الألماني الياباني ضد الاتحاد السوفيتي باعتباره أمرًا ضروريًا بينما يعتبر التحالف الإيطالي الياباني ثانويًا، حيث توقعت اليابان أن التحالف الإيطالي الياباني من شأنه أن يعادي بريطانيا التي أدانت غزو إيطاليا أثيوبيا.  تغير موقف اليابان تجاه إيطاليا في عام 1937 بعد أن أدانت عصبة الأمم اليابان بالعدوان على الصين وواجهت عزلة دولية، بينما ظلت إيطاليا مؤيدة لليابان.  نتيجة لدعم إيطاليا لليابان ضد الإدانة الدولية، اتخذت اليابان موقفًا أكثر إيجابية تجاه إيطاليا وقدمت مقترحات لاتفاق عدم اعتداء أو حياد مع إيطاليا.

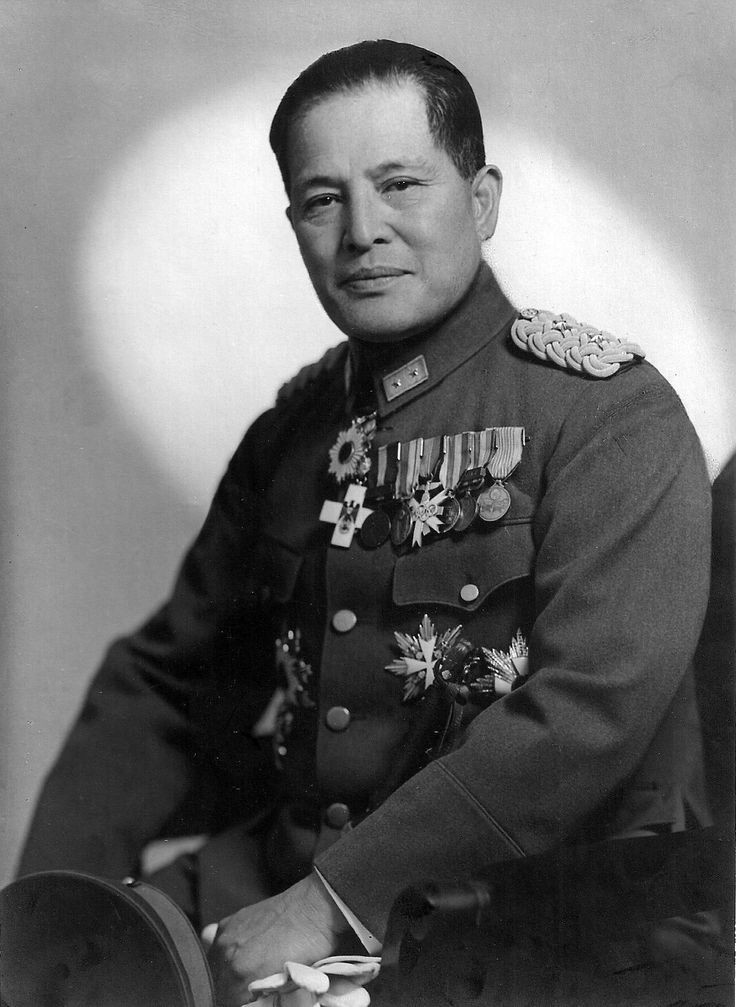
الملازم أول هيروشي أوشيما ، سفير اليابان في ألمانيا قبل وأثناء الحرب العالمية الثانية

تم توقيع الاتفاق الثلاثي بين ألمانيا وإيطاليا واليابان في 27 سبتمبر 1940 في برلين. أنضمت المجر (20 نوفمبر 1940) ورومانيا (23 نوفمبر 1940) وسلوفاكيا (24 نوفمبر 1940) وبلغاريا (1 مارس 1941) إلى الاتفاقية.

## أيديولوجيا
كان الهدف الأساسي لقوى المحور هو التوسع الإقليمي على حساب جيرانهم. الناحية الأيديولوجية، وصف المحور أهدافهم بأنها كسر هيمنة القوى الغربية البلتوقراطية والدفاع عن الحضارة من الشيوعية. دافع عن محور عدد من المتغيرات على الفاشية، العسكرية، والإكتفاء الذاتي.

## موارد اقتصادية
بلغ عدد سكان المحور في عام 1938 258.9 مليون نسمة، بينما بلغ عدد سكان الحلفاء (باستثناء الاتحاد السوفيتي والولايات المتحدة، التي انضمت لاحقًا إلى الحلفاء) 689.7 مليون.  وبالتالي فاق عدد قوات الحلفاء دول المحور بنسبة 2.7 إلى 1.  كان عدد سكان دول المحور الرئيسية التالية: ألمانيا 75.5 مليون (بما في ذلك 6.8 مليون من النمسا التي تم ضمها مؤخرًا)، اليابان 71.9 مليون (باستثناء مستعمراتها)، وإيطاليا 43.4 مليون (باستثناء مستعمراتها). بلغ عدد سكان المملكة المتحدة (باستثناء مستعمراتها) 47.5 مليون نسمة وفرنسا (باستثناء مستعمراتها) 42 مليون نسمة. 
بلغ الناتج المحلي الإجمالي للمحور في زمن الحرب 911 مليار دولار في أعلى مستوياته في عام 1941 بالدولار الدولي بأسعار عام 1990.  الناتج المحلي الإجمالي لقوات الحلفاء كان 1798 مليار دولار. وبلغت قيمة الولايات المتحدة 1.094 مليار دولار، أي أكثر من دول المحور مجتمعة. 
تم قياس عبئ الحرب على الدول المشاركة من خلال النسبة المئوية من الناتج القومي الإجمالي (GNP) المخصصة للنفقات العسكرية.  ما يقرب من ربع الناتج القومي الإجمالي لألمانيا كان ملتزمًا بالمجهود الحربي في عام 1939، وارتفع هذا إلى ثلاثة أرباع الناتج المحلي الإجمالي في عام 1944، قبل انهيار الاقتصاد.  في عام 1939، خصصت اليابان 22 بالمائة من ناتجها القومي الإجمالي لجهودها الحربية في الصين. ارتفع هذا إلى ثلاثة أرباع الناتج القومي الإجمالي في عام 1944.  لم تقم إيطاليا بتعبئة اقتصادها؛ ظل ناتجها القومي الإجمالي ملتزمًا بالمجهود الحربي عند مستويات ما قبل الحرب. 
إيطاليا واليابان تفتقران إلى القدرة الصناعية. كانت اقتصاداتها صغيرة وتعتمد على التجارة الدولية والمصادر الخارجية للوقود والموارد الصناعية الأخرى.  نتيجة لذلك، ظلت التعبئة الإيطالية واليابانية منخفضة، حتى بحلول عام 1943. 
من بين قوى المحور الرئيسية الثلاث، كان لدى اليابان أدنى دخل للفرد، في حين أن ألمانيا وإيطاليا كان لديهما مستوى دخل مماثل للمملكة المتحدة. 

## الأعضاء المؤسسون للمحور

### ألمانيا

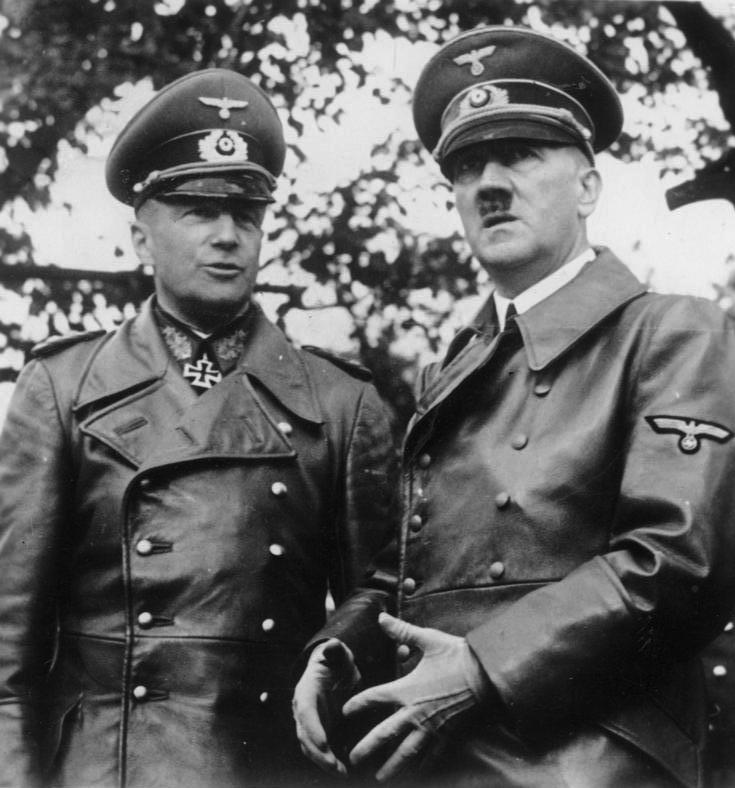
الألماني فوهرر أدولف هتلر مع الجنرال فالتر فون براوتشيتش ، أثناء عرض النصر في وارسو بعدهزيمة بولندا ، أكتوبر 1939

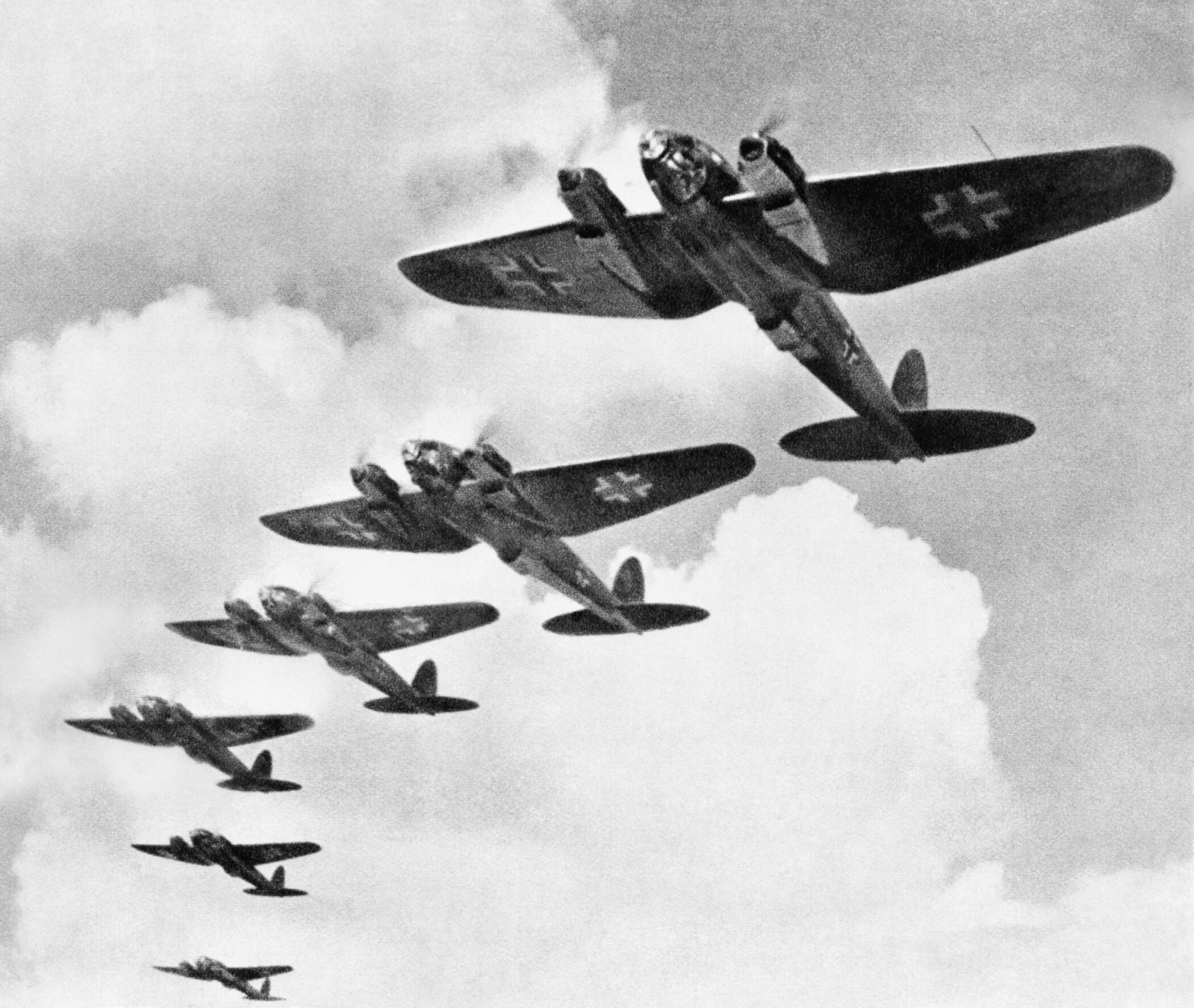
الألمانية Heinkel He 111 طائرة قاذفة خلال معركة بريطانيا.

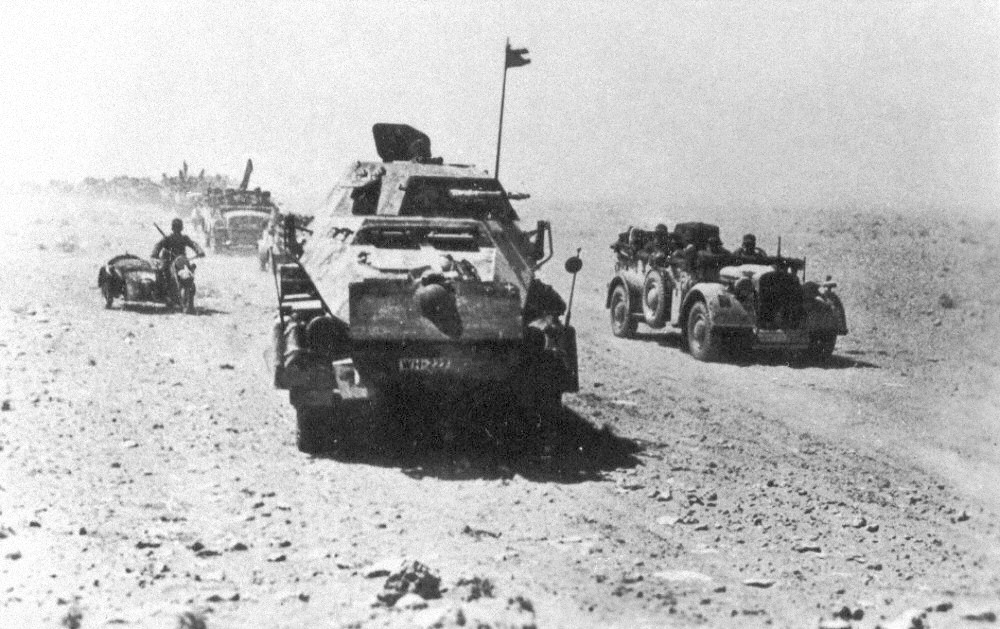
المركبات الألمانية تتقدم خلال معركة العلمين الثانية في حملة شمال إفريقيا

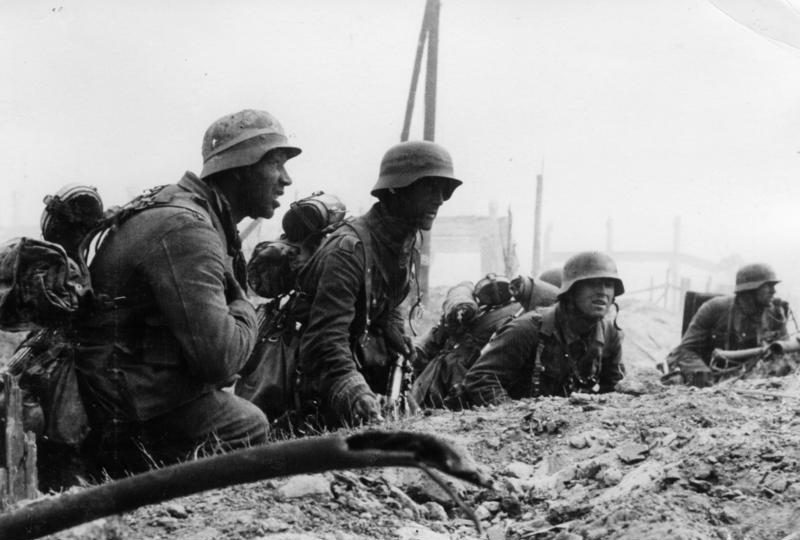
الجنود الألمان خلال معركة ستالينجراد في حملة الجبهة الشرقية

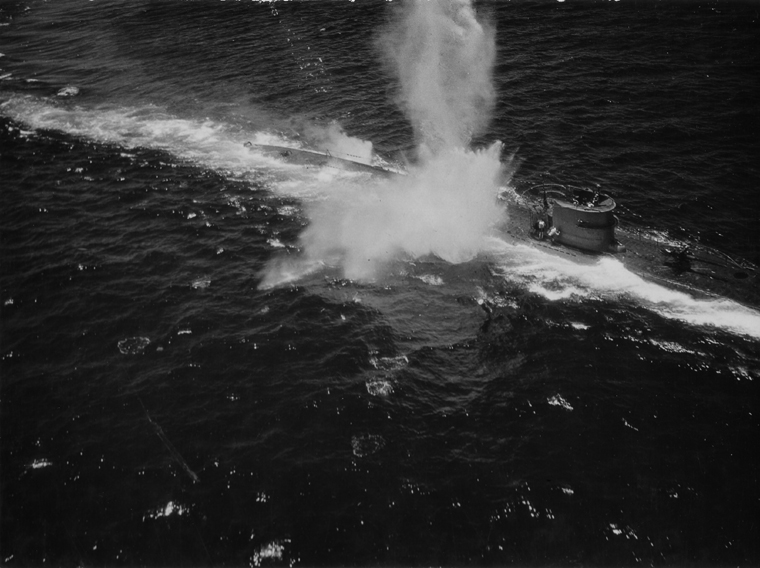
الغواصة الألمانية U-118 تتعرض لهجوم جوي في يونيو 1943

#### مبررات الحرب
وصف هتلر في عام 1941 اندلاع الحرب العالمية الثانية بأنه خطأ تدخل القوى الغربية ضد ألمانيا أثناء حربها مع بولندا، ووصفها بأنها نتيجة «دعاة الحرب الأوروبيين والأمريكيين».  كان لدى هتلر خطط لألمانيا لتصبح الدولة المهيمنة والرائدة في العالم، مثل نيته أن تصبح العاصمة الألمانية برلين Welthauptstadt («العاصمة العالمية»)، التي أعيدت تسميتها بألماني .  كما بررت الحكومة الألمانية أفعالها بالادعاء أن ألمانيا بحاجة حتمًا إلى التوسع الإقليمي لأنها كانت تواجه أزمة اكتظاظ سكانيا وصفها هتلر: «نحن مكتظون بالسكان ولا يمكننا إطعام أنفسنا من مواردنا الخاصة». وبالتالي تم تبرير التوسع على أنه ضرورة حتمية لتوفير المجال الحيوي («مساحة المعيشة») للأمة الألمانية وإنهاء الاكتظاظ السكاني في البلاد داخل الأراضي المحصورة الحالية، وتوفير الموارد اللازمة لرفاهية شعبها. منذ عشرينيات القرن الماضي، روج الحزب النازي علنًا لتوسيع ألمانيا إلى مناطق يسيطر عليها الاتحاد السوفيتي.
بررت ألمانيا حربها ضد بولندا بشأن قضايا الأقلية الألمانية داخل بولندا والمعارضة البولندية لإدماج مدينة دانزيج الحرة في ألمانيا. بينما تحدث هتلر والحزب النازي قبل توليه السلطة علانية عن تدمير بولندا وكانوا معاديين للبولنديين، بعد وصوله إلى السلطة حتى فبراير 1939، حاول هتلر إخفاء نواياه الحقيقية تجاه بولندا، ووقع على ميثاق عدم اعتداء لمدة 10 سنوات في عام 1934، وكشف عن خططه لأقرب زملائه فقط.  تغيرت العلاقات بين ألمانيا وبولندا من أوائل إلى أواخر الثلاثينيات، حيث سعت ألمانيا إلى التقارب مع بولندا لتجنب خطر دخول بولندا إلى مجال النفوذ السوفيتي، وناشدت المشاعر المعادية للسوفييت في بولندا.  ذات الأغلبية العرقية الألمانية. تنافس الاتحاد السوفييتي بدوره في هذا الوقت مع ألمانيا على النفوذ في بولندا.  في نفس الوقت كانت ألمانيا تستعد للحرب مع بولندا وكانت تجهز سرا الأقلية الألمانية في بولندا للحرب.
و اندلعت أزمة دبلوماسية بعد هتلر تطالب المدينة الحرة دانزيغ ضمها إلى ألمانيا، وكان بقيادة وتسعى ضم الحكومة النازية إلى ألمانيا. استخدمت ألمانيا السوابق القانونية لتبرير تدخلها ضد بولندا وضم مدينة دانزيج الحرة (بقيادة حكومة نازية محلية سعت إلى الاندماج في ألمانيا) في عام 1939.  رفضت بولندا مطالب ألمانيا وأعدت ألمانيا استجابة لذلك تعبئة عامة بشأن في صباح يوم 30 أغسطس 1939.
بررت ألمانيا غزوها للبلدان المنخفضة بلجيكا ولوكسمبورغ وهولندا في مايو 1940 بالادعاء بأنها اشتبهت في أن بريطانيا وفرنسا تستعدان لاستخدام البلدان المنخفضة لشن غزو منطقة الرور الصناعية في ألمانيا.  عندما بدت الحرب بين ألمانيا وبريطانيا وفرنسا محتملة في مايو 1939، أعلن هتلر أن هولندا وبلجيكا بحاجة إلى احتلال ، قائلاً: "يجب احتلال القواعد الجوية الهولندية والبلجيكية ... يجب تجاهل إعلانات الحياد ".  في مؤتمر مع القادة العسكريين الألمان في 23 نوفمبر 1939، أعلن هتلر للقادة العسكريين أن "لدينا كعب أخيل، الرور ، وقال إنه "إذا دفعت إنجلترا وفرنسا عبر بلجيكا وهولندا إلى منطقة الرور ، فسنكون في خطر أكبر"، وبالتالي ادعى أن بلجيكا وهولندا يجب أن تحتلهما ألمانيا لحماية ألمانيا من الهجوم البريطاني الفرنسي على نهر الرور ، بغض النظر عن مزاعمهم بالحياد.
غزو ألمانيا للاتحاد السوفيتي في عام 1941 القضايا المعنية من مجال حيوي ، مضاد للشيوعية ، والسياسة الخارجية السوفياتية. بعد غزو ألمانيا للاتحاد السوفيتي في عام 1941، تأثر موقف النظام النازي تجاه روسيا المستقلة والمحدودة إقليميًا بالضغط الذي بدأ في عام 1942 من قبلالجيش الألماني على هتلر لتأييد جيش روسي بقيادة أندري فلاسوف .  البداية ، قوبل اقتراح دعم جيش روسي مناهض للشيوعية برفض صريح من هتلر ، ولكن بحلول عام 1944 عندما واجهت ألمانيا خسائر متزايدة على الجبهة الشرقية ، اعترفت ألمانيا بقوات فلاسوف كحليف ، لا سيما من قبل Reichsführer-SS هاينريش هيملر.
بعد الهجوم الياباني على بيرل هاربور واندلاع الحرب بين اليابان والولايات المتحدة ، دعمت ألمانيا اليابان بإعلان الحرب على الولايات المتحدة. خلال الحرب ، شجبت ألمانياميثاق الأطلسي وقانون الإعارة والتأجير اللذين اعتمدتهما الولايات المتحدة لدعم قوى الحلفاء قبل الانضمام إلى الحلف ، كإمبريالية موجهة للسيطرة على البلدان واستغلالها خارج القارة الأمريكية .  ندد هتلر باستدعاء الرئيس الأمريكي روزفلت لمصطلح «الحرية» لوصف تصرفات الولايات المتحدة في الحرب ، واتهم المعنى الأمريكي لـ «الحرية» بأنه حرية الديمقراطية لاستغلال العالم وحرية الأثرياء داخل مثل هذه الديمقراطية. لاستغلال الجماهير.

#### التاريخ
في نهاية الحرب العالمية الأولى، شعر المواطنون الألمان أن بلادهم قد تعرضت للإذلال نتيجة معاهدة فرساي ، التي تضمنت بندًا بشأن جريمة الحرب وأجبرت ألمانيا على دفع تعويضات هائلة وتنازل عن الأراضي التي كانت تسيطر عليها سابقًا الإمبراطورية الألمانية وكل مستعمراتها. أدى ضغط التعويضات على الاقتصاد الألماني إلى تضخم مفرط خلال أوائل عشرينيات القرن الماضي . في عام 1923احتل الفرنسيون منطقة الرور عندما تخلفت ألمانيا عن دفع التعويضات. على الرغم من أن ألمانيا بدأت في التحسن اقتصاديًا في منتصف العشرينات من القرن الماضي ، إلا أنالكساد الكبيرخلق المزيد من المصاعب الاقتصادية وزيادة القوى السياسية التي دعت إلى حلول جذرية لمشاكل ألمانيا. روج النازيون ، تحت حكم هتلر ، الأسطورة القومية التي تقول إن ألمانيا قد خانها اليهود والشيوعيون. الحزب وعد لإعادة بناء ألمانيا كقوة عظمى وخلق ألمانيا الكبرى التي من شأنها أن تشمل الألزاس واللورين ، النمسا، السوديت ، وغيرها من الأراضي المأهولة الألمانية في أوروبا. تهدف النازيون أيضا لاحتلال واستعمار الأراضي غير الألمانية في بولندا ، ودول البلطيق ، والاتحاد السوفياتي، كجزء من سياسة النازية بالسعي المجال الحيوي («مساحة المعيشة») في أوروبا الشرقية.
تخلت ألمانيا معاهدة فرساي و remilitarized راينلاندمارس 1936. وكانت ألمانيا قد استأنفت بالفعل التجنيد وأعلن عن وجود قوة ألمانية الهواء، وسلاح الجو الألماني ، والقوة البحرية، وكريغسمرين في عام 1935. ألمانيا بضم النمسا في عام 1938، والسوديت من تشيكوسلوفاكيا ، والأراضي Memel من ليتوانيا في عام 1939. ألمانيا ثم غزت بقية تشيكوسلوفاكيا في عام 1939، وخلق محمية بوهيميا ومورافيا وبلد سلوفاكيا.
في 23 أغسطس 1939، وقعت ألمانيا والاتحاد السوفيتي على ميثاق مولوتوف-ريبنتروب ، الذي تضمن بروتوكولًا سريًا يقسم أوروبا الشرقية إلى مناطق نفوذ.  أدى غزو ألمانيا لجزءها من بولندا بموجب الميثاق بعد ثمانية أيام  إلى بدء الحرب العالمية الثانية. بحلول نهاية عام 1941، احتلت ألمانيا جزءًا كبيرًا من أوروبا وكانت قواتها العسكرية تقاتل الاتحاد السوفيتي ، وكادت أن تستولي على موسكو. ومع ذلك، وسحق الهزائم في معركة ستالينغراد ومعركة كورسك دمرت القوات المسلحة الألمانية. هذا ، جنبًا إلى جنب مع إنزال الحلفاء الغربيين في فرنسا وإيطاليا، إلى حرب على ثلاث جبهات استنزفت القوات المسلحة الألمانية وأسفرت عن هزيمة ألمانيا في عام 1945.

#### الأراضي المحتلة
تم إنشاء محمية بوهيميا ومورافيا من تقطيع أوصال تشيكوسلوفاكيا. بعد وقت قصير من ضم ألمانيا لمنطقة سوديتنلاند في تشيكوسلوفاكيا ، أعلنت سلوفاكيا استقلالها. تحالفت الدولة السلوفاكية الجديدة مع ألمانيا.احتلت القوات العسكرية الألمانية ما تبقى من البلاد ونظمت في المحمية. تم الحفاظ على المؤسسات المدنية التشيكية ولكن تم اعتبار المحمية داخل الأراضي السيادية لألمانيا.
على الحكومة العامة كان الاسم الذي يطلق على أراضي بولندا المحتلة التي لم ضمتها مباشرة إلى المحافظات الألمانية، ولكن مثل بوهيميا ومورافيا واعتبر داخل الأراضي السيادية لألمانيا من قبل السلطات النازية.
تم إنشاء Reichskommissariats في هولندا وبلجيكا والنرويج ، وتم تحديدها كمستعمرات كان من المقرر دمج سكانها «الجرمانيين» في الرايخ الجرماني الأكبر المخطط له. على النقيض من ذلك ، تم إنشاء Reichskommissariats التي تأسست في الشرق (Reichskommissariat Ostland في دول البلطيق ، Reichskommissariat أوكرانيا في أوكرانيا) كمستعمرات للاستيطان من قبل الألمان.
في النرويج، تحت Reichskommissariat Norwegen، والنظام الخائن ، برئاسة فيدكون الخائن ، تم تثبيته بواسطة الألمان كنظام عميل خلال فترة الاحتلال ، في حين أن الملك هاكون السابع والقانونية كانت حكومة في المنفى .شجع Quisling النرويجيين على العمل كمتطوعين في Waffen-SS ، وتعاون في ترحيل اليهود ، وكان مسؤولاً عن إعدام أعضاء حركة المقاومة النرويجية .
انضم حوالي 45000 متعاون نرويجي إلى الحزب الموالي للنازية Nasjonal Samling (الاتحاد الوطني)، وساعدت بعض وحدات الشرطة في القبض على العديد من اليهود. ومع ذلك ، كانت النرويج واحدة من أوائل الدول التيانتشرت فيها المقاومة خلال الحرب العالمية الثانية قبل نقطة التحول في الحرب في عام 1943. بعد الحرب ، تم إعدام Quisling ومتعاونين آخرين . أصبح اسم الخائن لوالدولي مسماة ل خائن .

### إيطاليا

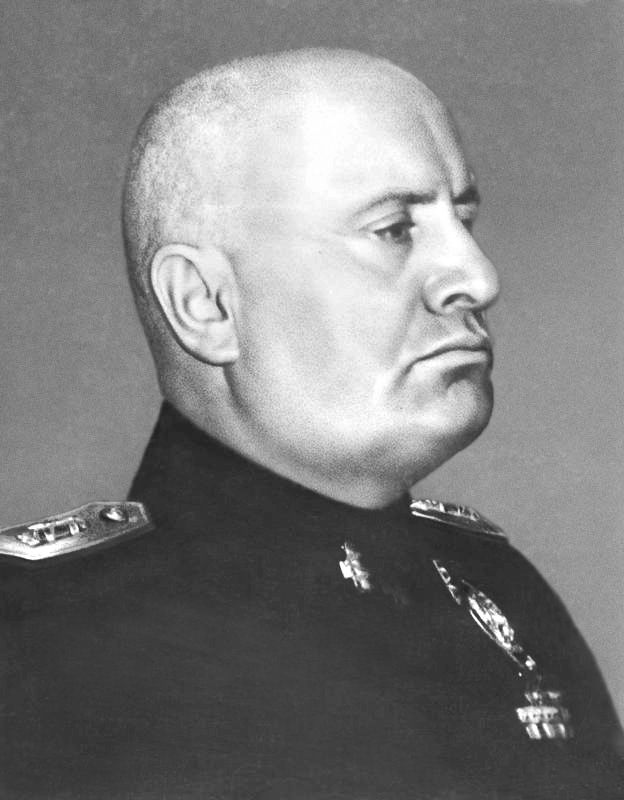
و الدوتشي بينيتو موسوليني في صورة رسمية.

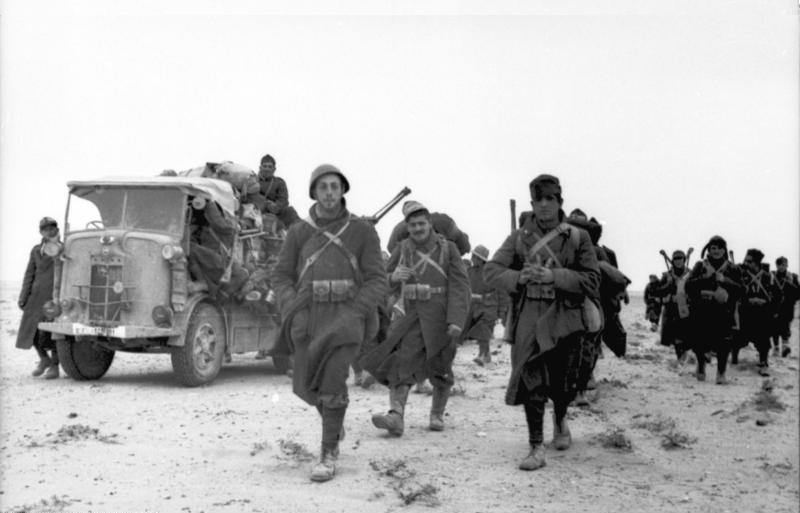
جنود إيطاليون في حملة شمال إفريقيا عام 1941

#### مبررات الحرب
الدوتشي بينيتو موسوليني وصف إعلان إيطاليا الحرب ضد الحلفاء الغربيين لبريطانيا وفرنسا في يونيو 1940 كما يلي: «نحن ذاهبون إلى الحرب ضد plutocratic والرجعية الديمقراطيات في الغرب الذين أعاقت دائما التقدم وكثيرا ما هدد وجودها من الشعب الإيطالي».   أدانت إيطاليا القوى الغربية لفرضها عقوبات على إيطاليا في عام 1935 بسبب أفعالها في الحرب الإيطالية الإثيوبية الثانية التي ادعت إيطاليا أنها كانت ردًا على عمل من أعمال العدوان الإثيوبي ضد رجال القبائل في إريتريا الإيطالية في حادثة والوال عام 1934. كما بررت إيطاليا ، مثل ألمانيا ، أفعالها من خلال الادعاء بأن إيطاليا بحاجة إلى التوسع إقليميًا لتوفير spazio vitale («الفضاء الحيوي») للأمة الإيطالية.
في أكتوبر 1938، في أعقاب اتفاقية ميونيخ ، طالبت إيطاليا بتنازلات من فرنسا للاستسلام لإيطاليا في إفريقيا. تدهورت العلاقات بين إيطاليا وفرنسا مع رفض فرنسا قبول المطالب الإيطالية.  استجابت فرنسا لمطالب إيطاليا بتهديد المناورات البحرية كتحذير لإيطاليا.  مع تصاعد التوترات بين إيطاليا وفرنسا ، ألقى هتلر خطابًا رئيسيًا في 30 يناير 1939 وعد فيه بالدعم العسكري الألماني في حالة الحرب غير المبررة ضد إيطاليا.
دخلت إيطاليا الحرب العالمية الثانية في 10 يونيو 1940. وبررت إيطاليا تدخلها ضد اليونان في أكتوبر 1940 بدعوى أن بريطانيا كانت تستخدم اليونان ضد إيطاليا ، أبلغ موسوليني هتلر بذلك قائلاً: «اليونان هي إحدى النقاط الرئيسية للغة الإنجليزية الاستراتيجية البحرية في البحر الأبيض المتوسط».
بررت إيطاليا في التدخل ضد يوغوسلافيا في أبريل 1941بمناشدة كل من المطالبات الإيطالية الوحدوية وحقيقة الألبانية ، الكرواتية ، والمقدوني الانفصاليين الذين لا يرغبون في أن تكون جزءا من يوغوسلافيا .  تصاعدت النزعة الانفصالية الكرواتية بعد اغتيال القادة السياسيين الكروات في البرلمان اليوغوسلافي في عام 1928 بما في ذلك وفاة ستيبان راديتش ، وأيدت إيطاليا الانفصالي الكرواتي أنتي بافليتش وحركته الفاشية أوستاسي التي كانت مقرها وتدربت في إيطاليا بدعم من النظام الفاشي قبل التدخل ضد يوغوسلافيا.

#### التاريخ
كان هدف النظام الفاشي هو إنشاء «إمبراطورية رومانية جديدة» تهيمن فيها إيطاليا على البحر الأبيض المتوسط .في 1935-1936 غزت إيطاليا وضمت إثيوبيا وأعلنت الحكومة الفاشية إنشاء «الإمبراطورية الإيطالية». احتجاجات عصبة الأمم، وخاصة البريطانيين ، الذين لديهم مصالح في هذا المجال ، لم يؤدوا إلى أي عمل جاد ، على الرغم من أن العصبة حاولت فرض عقوبات اقتصادية على إيطاليا ، ولكن دون جدوى. سلط الحادث الضوء على الضعف الفرنسي والبريطاني ، المتمثل في إحجامهما عن عزل إيطاليا وفقدانها كحليف لهم. دفعت الإجراءات المحدودة التي اتخذتها القوى الغربية إيطاليا موسوليني نحو التحالف مع ألمانيا هتلر على أي حال. في عام 1937، غادرت إيطاليا عصبة الأمم وانضمت إلى ميثاق مناهضة الكومنترن ، الذي وقعته ألمانيا واليابان في العام السابق.في مارس / أبريل 1939، غزت القوات الإيطالية ألبانياوضمتها . وقعت ألمانيا وإيطاليا على ميثاق الصلب في 22 مايو.

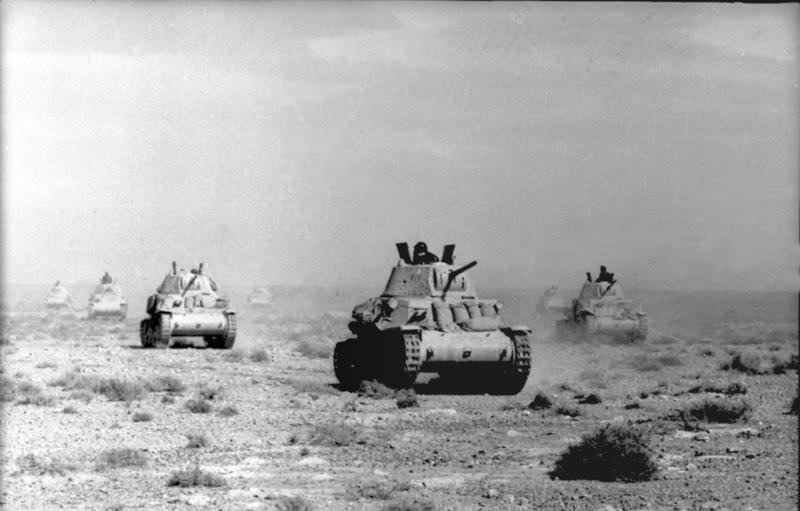
دبابات Fiat M13 / 40 الإيطالية في حملة شمال إفريقيا عام 1941

وكانت إيطاليا غير مستعدين للحرب، على الرغم من حقيقة أنه كان متورطا بشكل مستمر في الصراع منذ عام 1935، لأول مرة مع إثيوبيا في 1935-1936 ثم في الحرب الأهلية الإسبانية على جانب فرانسيسكو فرانكو الصورة القوميين .  رفض موسوليني الاستجابة لتحذيرات وزير الصرف والعملة ، فيليس غوارنيري ، الذي قال إن تصرفات إيطاليا في إثيوبيا وإسبانيا تعني أن إيطاليا على وشك الإفلاس.  بحلول عام 1939 تجاوز الإنفاق العسكري لبريطانيا وفرنسا بكثير ما يمكن أن تتحمله إيطاليا. نتيجة للصعوبات الاقتصادية التي تواجهها إيطاليا ، كان جنودها يتقاضون رواتب متدنية ، وغالبًا ما كانوا يعانون من ضعف التجهيز وسوء الإمداد ، ونشأ العداء بين الجنود والضباط الواعين ؛ هذه ساهمت في انخفاض الروح المعنوية بين الجنود الإيطاليين. 

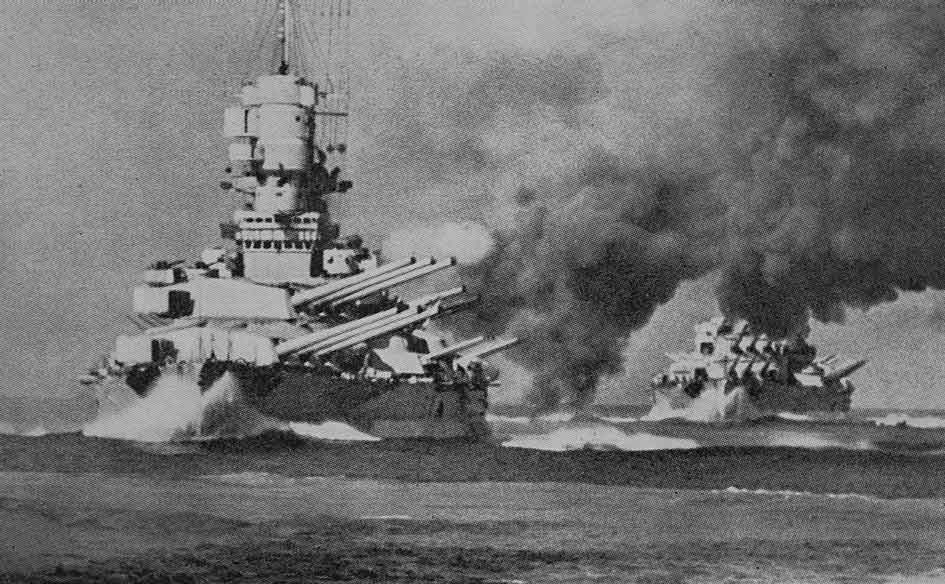
أطلقت البارجة الإيطالية فيتوريو فينيتو على سفن الحلفاء معركة كيب سبارتيفينتو.

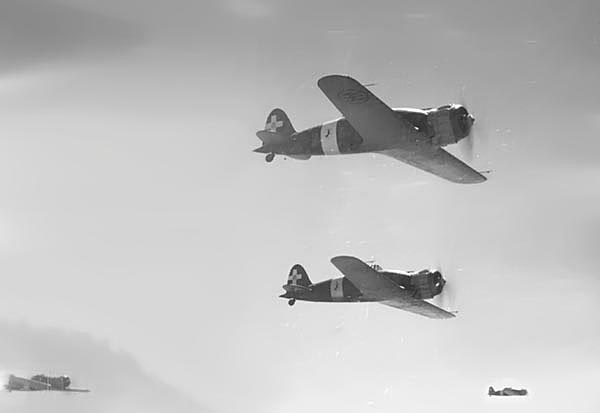
الطائرات المقاتلة الإيطالية Macchi C.200خلال الحرب

بحلول أوائل عام 1940، كانت إيطاليا لا تزال دولة غير محاربة ، وأبلغ موسوليني هتلر أن إيطاليا ليست مستعدة للتدخل قريبًا. بحلول مارس 1940، قرر موسوليني أن تتدخل إيطاليا ، لكن التاريخ لم يتم اختياره بعد. عارضت قيادته العسكرية العليا بالإجماع هذا الإجراء لأن إيطاليا لم تكن مستعدة. لم يتم تخزين أي مواد خام وستنفد الاحتياطيات التي كانت لديها قريبًا ، وكانت القاعدة الصناعية الإيطالية عُشر فقط من ألمانيا ، وحتى مع الإمدادات ، لم يكن الجيش الإيطالي منظمًا لتوفير المعدات اللازمة لخوض حرب حديثة من مدة طويلة. كان برنامج إعادة التسلح الطموح مستحيلًا بسبب احتياطيات إيطاليا المحدودة من الذهب والعملات الأجنبية ونقص المواد الخام. تجاهل موسوليني النصيحة السلبية.
قبل عام 1941، محاولات إيطاليا لتشغيل حملة مستقلة من في ألمانيا، انهارت نتيجة الانتكاسات العسكرية في اليونان، شمال أفريقيا ، وشرق أفريقيا. وأصبحت الدولة تابعة وأصبحت تابعة فعليًا لألمانيا. بعد الغزو والاحتلال بقيادة ألمانيا ليوغوسلافيا واليونان ، اللذين كانا هدفين لأهداف الحرب الإيطالية ، اضطرت إيطاليا لقبول الهيمنة الألمانية في البلدين المحتلين.  علاوة على ذلك ، بحلول عام 1941، تولت القوات الألمانية في شمال إفريقيا بقيادة إروين روميل مسئولية الجهود العسكرية لإخراج قوات الحلفاء من المستعمرة الإيطالية في ليبيا ، وتمركزت القوات الألمانية في صقلية في ذلك العام. تجلى وقاحة ألمانيا تجاه إيطاليا كحليف في ذلك العام عندما تم الضغط على إيطاليا لإرسال 350.000 «عامل زائر» إلى ألمانيا الذين تم استخدامهم في أعمال السخرة.   بينما شعر هتلر بخيبة أمل من أداء الجيش الإيطالي ، إلا أنه حافظ على علاقات إيجابية بشكل عام مع إيطاليا بسبب صداقته الشخصية مع موسوليني.
في 25 يوليو 1943، بعد غزو الحلفاء لصقلية ، طرد الملك فيكتور عمانويل الثالث موسوليني ، ووضعه قيد الاعتقال ، وبدأ مفاوضات سرية مع الحلفاء الغربيين. والهدنة وقعت يوم 8 سبتمبر 1943، وبعد أربعة أيام تم انقاذ موسوليني من قبل الألمان في عملية البلوط وضعت في تهمة دولة دمية تسمى الجمهورية الإيطالية الاجتماعي (ريبوبليكا SOCIALE الإيطالية / RSI، أو ريبوبليكا دي سالو) في شمال إيطاليا . من أجل تحرير البلاد من الألمان والفاشيين ، أصبحت إيطاليا شريكًا في الحرب بين الحلفاء ؛ نتيجة لذلك ، انحدرت البلاد في الحرب الأهلية، مع الجيش المشارك الحربي الإيطالية وأنصار ، وبدعم من الحلفاء، ادعت قوات الجمهورية الاجتماعي وحلفائها الألماني. تم تحرير بعض المناطق في شمال إيطاليا من الألمان في أواخر مايو 1945. قُتل موسوليني على يد الثوار الشيوعيين في 28 أبريل 1945 أثناء محاولته الهروب إلى سويسرا . 

#### المستعمرات والتبعيات

##### في أوروبا

كل منطقة كانت تسيطر عليها الإمبراطورية الإيطالية في وقت ما خلال الحرب العالمية الثانية.

كانت جزر دوديكانيسيا تابعة لإيطاليا من عام 1912 إلى عام 1943.
كان الجبل الأسود تابعًا إيطاليًا من عام 1941 إلى عام 1943 يُعرف باسم محافظة الجبل الأسود التي كانت تحت سيطرة حاكم عسكري إيطالي. في البداية ، قصد الإيطاليون أن تصبح الجبل الأسود دولة «مستقلة» متحالفة بشكل وثيق مع إيطاليا ، معززة من خلال الروابط الأسرية القوية بين إيطاليا والجبل الأسود ، حيث كانت الملكة إيلينا ملكة إيطاليا ابنة آخر ملوك الجبل الأسود نيكولاس الأول . حاول سيكولا درليفيتش القومي من الجبل الأسود المدعوم منإيطاليا وأتباعه إنشاء دولة في الجبل الأسود. في 12 يوليو 1941، أعلنوا «مملكة الجبل الأسود» تحت حماية إيطاليا.في أقل من 24 ساعة ، أثار ذلك انتفاضة عامة ضد الإيطاليين. في غضون ثلاثة أسابيع ، تمكن المتمردون من الاستيلاء على جميع أراضي الجبل الأسود تقريبًا. أكثر من 70,000 جندي ايطالي و 20,000 من الألبان والمسلمينوانتشرت القوات غير النظامية لقمع التمرد. تم طرد Drljevic من الجبل الأسود في أكتوبر 1941. ثم أصبحت الجبل الأسود تحت السيطرة الإيطالية الكاملة المباشرة. مع الاستسلام الإيطالي عام 1943، أصبحت الجبل الأسود مباشرة تحت سيطرة ألمانيا.
سيطرت إيطاليا سياسياً واقتصادياً منذ إنشائها في عام 1913، واحتلت ألبانيا من قبل القوات العسكرية الإيطالية في عام 1939 عندما فر الملك الألباني زوغ الأول من البلاد مع عائلته. صوّت البرلمان الألباني لمنح العرش الألباني لملك إيطاليا ، مما أدى إلى اتحاد شخصي بين البلدين.

##### في افريقيا
كانت شرق إفريقيا الإيطالية مستعمرة إيطالية موجودة من عام 1936 إلى عام 1943. قبل غزو إثيوبيا وضمها إلى هذه المستعمرة الموحدة في عام 1936، كان لدى إيطاليا مستعمرتان ، إريتريا والصومال منذ ثمانينيات القرن التاسع عشر.
كانت ليبيا مستعمرة إيطالية قائمة من عام 1912 إلى عام 1943. تم دمج الجزء الشمالي من ليبيا مباشرة في إيطاليا عام 1939. ومع ذلك ظلت المنطقة موحدة كمستعمرة تحت حاكم استعماري.

### اليابان

#### مبررات الحرب

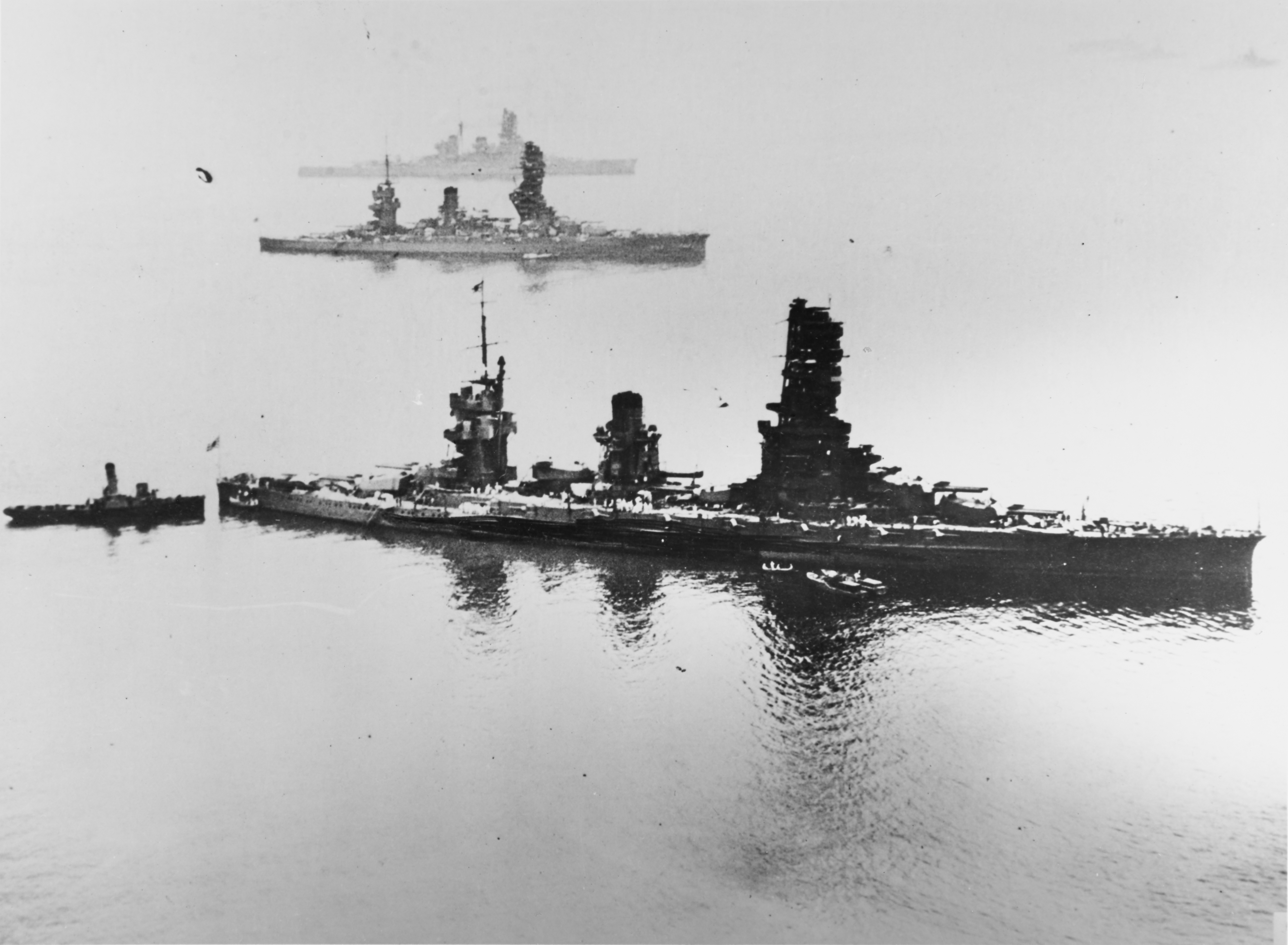
البوارج المدرعة فائقة السرعة IJN Yamashiro، Fusō ، والطراد المعارك هارونا ، خليج طوكيو ، ثلاثينيات القرن العشرين

بررت الحكومة اليابانية أفعالها بالادعاء بأنها كانت تسعى لتوحيد شرق آسيا تحت القيادة اليابانية في مجال الرخاء المشترك في شرق آسيا الكبرى والذي من شأنه تحرير شرق آسيا من الهيمنة والحكم من قبل عملاء القوى الغربية. استندت اليابان إلى موضوعات الوحدة الآسيوية وقالت إن الشعوب الآسيوية بحاجة إلى التحرر من التأثير الغربي.
عارضت الولايات المتحدة الحرب اليابانية في الصين، واعترفت بحكومة شيانغ كاي شيك القومية كحكومة شرعية للصين. نتيجة لذلك ، سعت الولايات المتحدة إلى إيقاف المجهود الحربي الياباني من خلال فرض حظر على جميع التجارة بين الولايات المتحدة واليابان. كانت اليابان تعتمد على الولايات المتحدة في 80 في المائة من بترولها ، ونتيجة لذلك أدى الحظر إلى أزمة اقتصادية وعسكرية لليابان ، حيث لم تستطع اليابان مواصلة جهودها الحربية ضد الصين دون الحصول على البترول.
من أجل الحفاظ على حملتها العسكرية في الصين مع خسارة كبيرة في تجارة النفط مع الولايات المتحدة ، رأت اليابان أفضل وسيلة لتأمين مصدر بديل للبترول في جنوب شرق آسيا الغني بالبترول والغني بالموارد الطبيعية . هذا التهديد بالانتقام من قبل اليابان للحظر التجاري الشامل من قبل الولايات المتحدة كان معروفًا من قبل الحكومة الأمريكية ، بما في ذلك وزير الخارجية الأمريكي كورديل هال الذي كان يتفاوض مع اليابانيين لتجنب الحرب ، خوفًا من أن الحظر الشامل سوف يسبق - محاولة هجوم ياباني على جزر الهند الشرقية الهولندية . في 17 نوفمبر 1941، وافقت حكومة روزفلت بأغلبية ساحقة على أن الرأي العام الأمريكي سيؤيد الذهاب إلى الحرب إذا هاجمت اليابان المستعمرات البريطانية والهولندية ، ولكن ليس الولايات المتحدة.
حددت اليابان أسطول المحيط الهادئ الأمريكي المتمركز في بيرل هاربور باعتباره التهديد الرئيسي لتصميماتها لغزو جنوب شرق آسيا والاستيلاء عليها.  وهكذا بدأت اليابان الهجوم على بيرل هاربور في 7 ديسمبر 1941 كوسيلة لمنع الرد الأمريكي على غزو جنوب شرق آسيا ، وكسب الوقت للسماح لليابان بتوحيد نفسها بهذه الموارد للدخول فيحرب شاملة ضد الولايات المتحدة ، وإجبار الولايات المتحدة على قبول استحواذات اليابان.  في 7 ديسمبر 1941، أعلنت اليابان الحرب على الولايات المتحدة والإمبراطورية البريطانية .

#### التاريخ

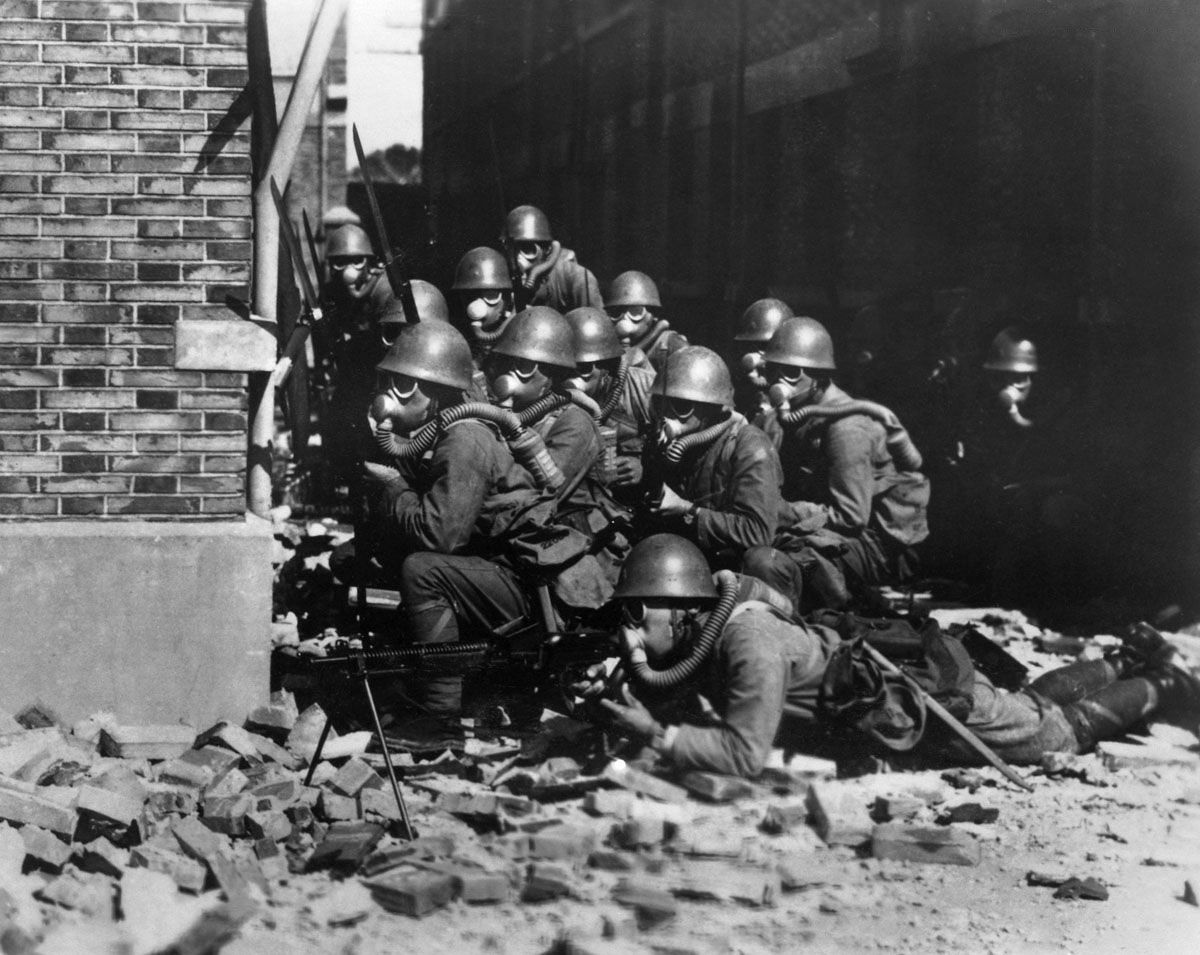
تم تسليح قوات الهبوط البحرية الخاصة IJN بمدفع رشاش خفيف من النوع 11 أثناء معركة شنغهاي.

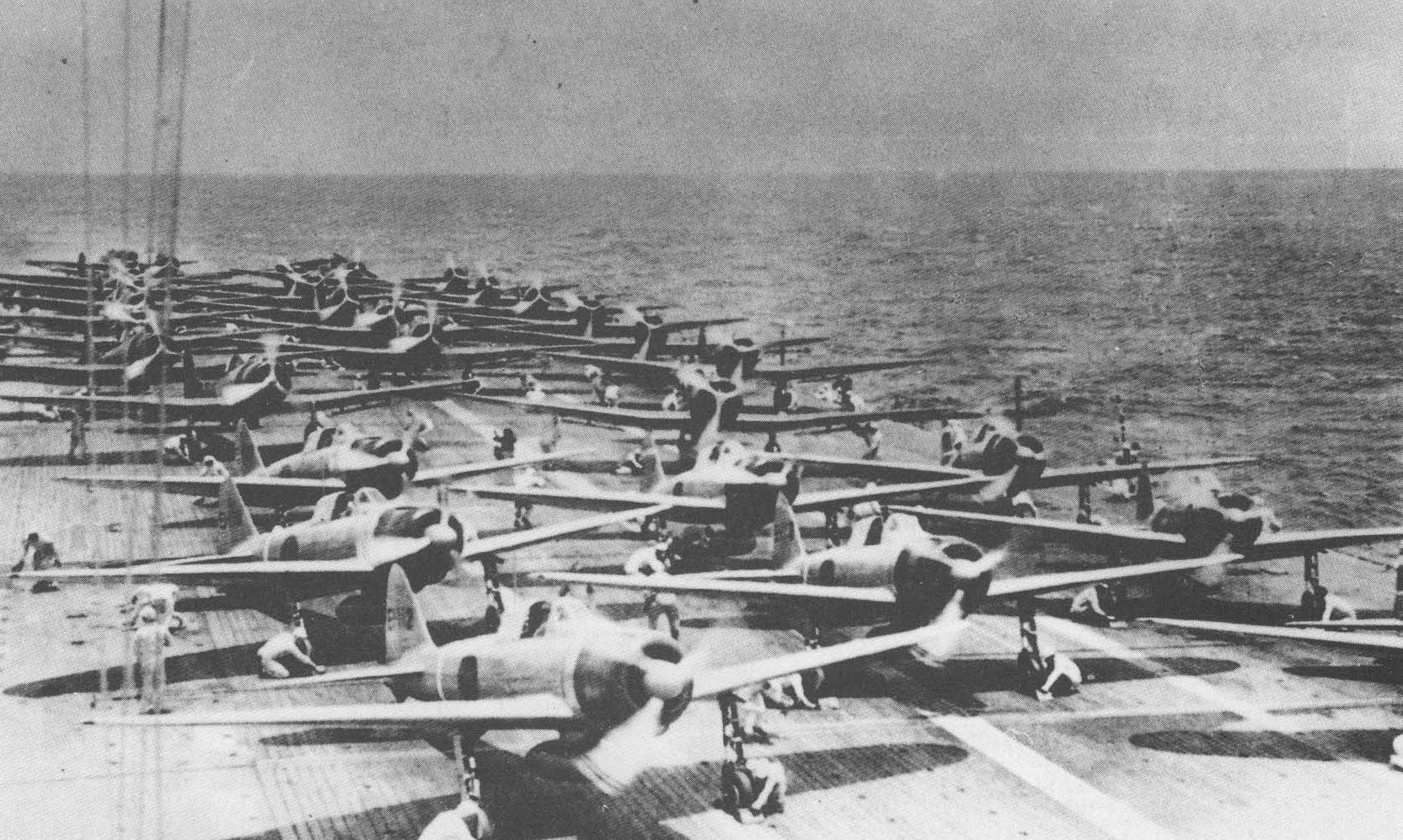
طائرة مقاتلة من طراز Mitsubishi A6M Zeroوطائرات أخرى تستعد للإقلاع على حاملة الطائرات Shōkaku في 7 ديسمبر 1941 ،للهجوم على بيرل هاربور.

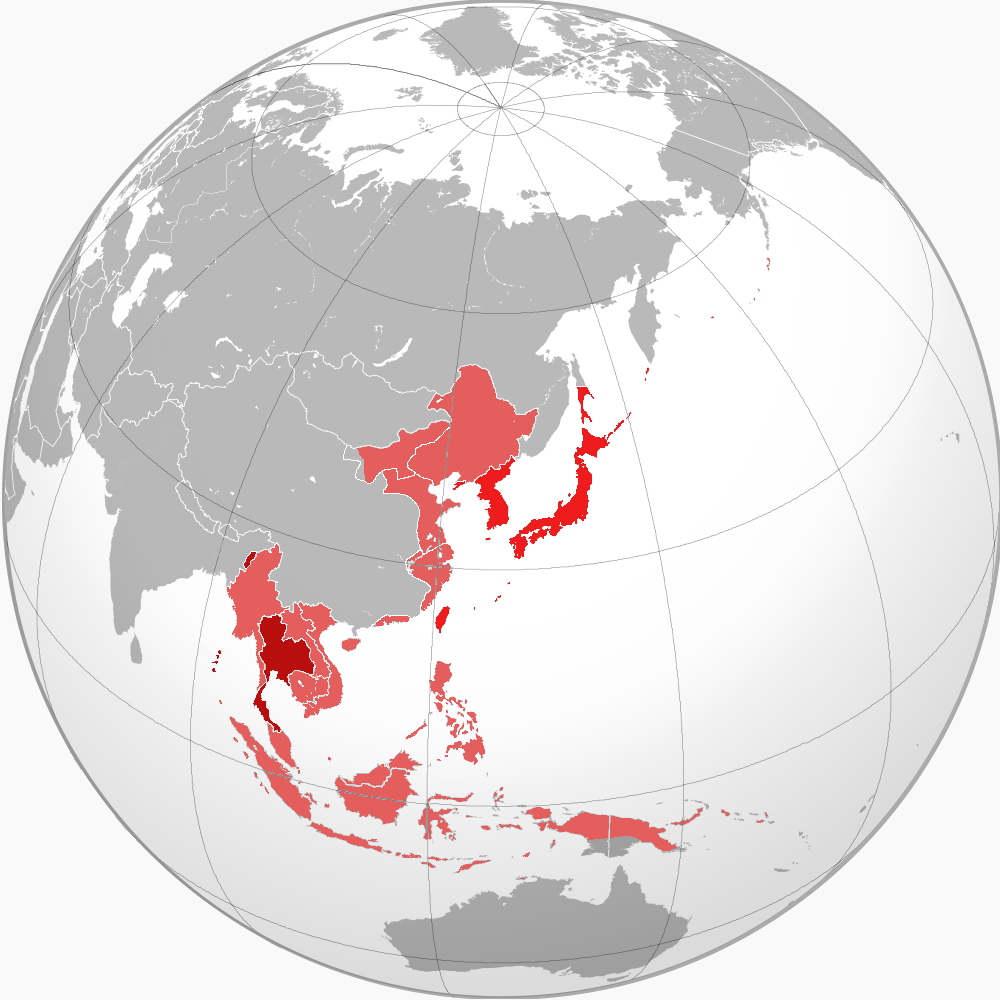
إمبراطورية اليابان (قتامة الحمراء)، والأراضي التي تسيطر عليها الدول دمية اليابانية خلال الحرب (أخف الحمراء). تايلاند (أغمق اللون الأحمر) تعاونت مع اليابان. وجميعهم أعضاء فيمنطقة الازدهار المشترك لشرق آسيا الكبرى.

كانت إمبراطورية اليابان وإمبراطورًا لها ، قوة المحور الرئيسية في آسيا والمحيط الهادئ. تحت الإمبراطور كان مجلس الوزراء السياسي والمقر العام الإمبراطوري ، مع اثنين من رؤساء الأركان. بحلول عام 1945، كان إمبراطور اليابان أكثر من مجرد زعيم رمزي. لعب دورًا رئيسيًا في وضع إستراتيجية لإبقاء نفسه على العرش.
في ذروتها، اليابان مجال الازدهار المشترك لشرق آسيا الكبرى شملت منشوريا، منغوليا الداخلية ، أجزاء كبيرة من الصين ، ماليزيا ، الهند الصينية الفرنسية ، الهولندية جزر الهند الشرقية ، والفلبين ، بورما ، وهي جزء صغير من الهند، والعديد من جزر المحيط الهادئ في وسط المحيط الهادئ.
نتيجة للخلاف الداخلي والانكماش الاقتصادي في عشرينيات القرن الماضي ، وضعت العناصر العسكرية اليابان على طريق التوسع. نظرًا لأن الجزر اليابانية الأصلية تفتقر إلى الموارد الطبيعية اللازمة للنمو ، فقد خططت اليابان لتأسيس هيمنتها في آسيا وتصبح مكتفية ذاتيًا من خلال الاستحواذ على مناطق ذات موارد طبيعية وفيرة. أدت سياسات اليابان التوسعية إلى عزلها عن الدول الأخرى فيعصبة الأمم وبحلول منتصف الثلاثينيات من القرن الماضي جعلتها أقرب إلى ألمانيا وإيطاليا ، اللتين اتبعتا سياسات توسعية مماثلة. بدأ التعاون بين اليابان وألمانيا بميثاق مناهضة الكومنترن ، الذي اتفق فيه البلدان على التحالف لمواجهة أي هجوم من جانب الاتحاد السوفيتي.
دخلت اليابان في الصراع ضد الصينيين في عام 1937. نتج عن الغزو الياباني واحتلال أجزاء من الصين في العديد من الفظائع ضد المدنيين، مثل مذبحة نانجينغ وسياسة ثلاث معدات استرجاع الألياف . خاض اليابانيون أيضًامناوشات مع القوات السوفيتية المنغولية في مانشوكو في عامي 1938 و 1939. سعت اليابان إلى تجنب الحرب مع الاتحاد السوفيتي من خلال توقيع اتفاقية عدم اعتداء معها في عام 1941.

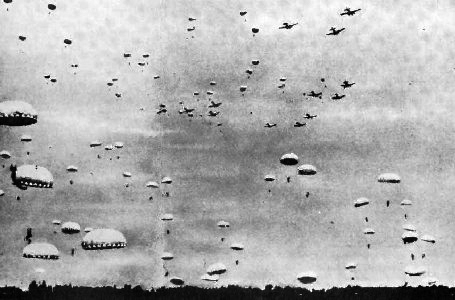
هبوط المظليين IJA أثناء معركة باليمبانج ، 13 فبراير 1942.

انقسم القادة العسكريون اليابانيون حول العلاقات الدبلوماسية مع ألمانيا وإيطاليا والموقف تجاه الولايات المتحدة. في الجيش الإمبراطوري الياباني كان في صالح حرب مع الولايات المتحدة، ولكن البحرية الإمبراطورية اليابانية وعموما يعارض بشدة. عندما رفض رئيس وزراء اليابان الجنرال هيديكي توجو المطالب الأمريكية بأن تسحب اليابان قواتها العسكرية من الصين ، أصبحت المواجهة أكثر احتمالًا. كانت  الحرب مع الولايات المتحدة تناقش داخل الحكومة اليابانية بحلول عام 1940.  قائد الأسطول المشترك الأدميرال إيسوروكو ياماموتوكان صريحًا في معارضته ، خاصة بعد توقيع الاتفاق الثلاثي ، قائلاً في 14 أكتوبر 1940: «إن محاربة الولايات المتحدة مثل محاربة العالم بأسره. ولكن تقرر ذلك. لذا سأقاتل بأفضل ما أستطيع. بلا شك أموت على متن ناجاتو الرئيسي له. وفي الوقت نفسه طوكيو ستكون حرق على الأرض ثلاث مرات. كونوي وسيتم ممزقة الآخرين على قطع من قبل الشعب الانتقامي، لا ينبغي عجب».  في أكتوبر ونوفمبر 1940، أبلغت ياماموتو مع وزير البحرية Oikawa، وقال، «على عكس أيام الثلاثي قبل، مطلوب تصميما كبيرا للتأكد من أن نتجنب الخطر من الذهاب إلى الحرب».
مع تركيز القوى الأوروبية على الحرب في أوروبا ، سعت اليابان إلى الحصول على مستعمراتها. في عام 1940، ردت اليابان على الغزو الألماني لفرنسا باحتلال شمال الهند الصينية الفرنسية . قبل نظام فيشي فرنسا ، الحليف الفعليلألمانيا ، بالاستيلاء. لم ترد القوات المتحالفة بالحرب. ومع ذلك ، فرضت الولايات المتحدة حظرا على اليابان في عام 1941 بسبب الحرب المستمرة في الصين. أدى هذا إلى قطع إمدادات اليابان من المعادن الخردة والنفط اللازمة للصناعة والتجارة والمجهود الحربي.

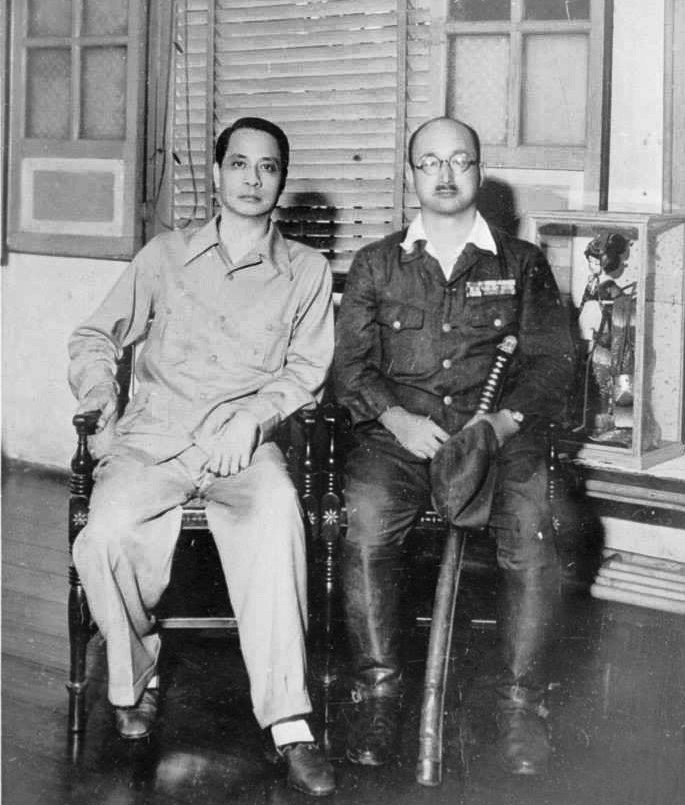
مانويل روكساس (يسار) واللفتنانت كولونيل نوبوهيكو جيمبو (يمين) ، 10 مارس 1943

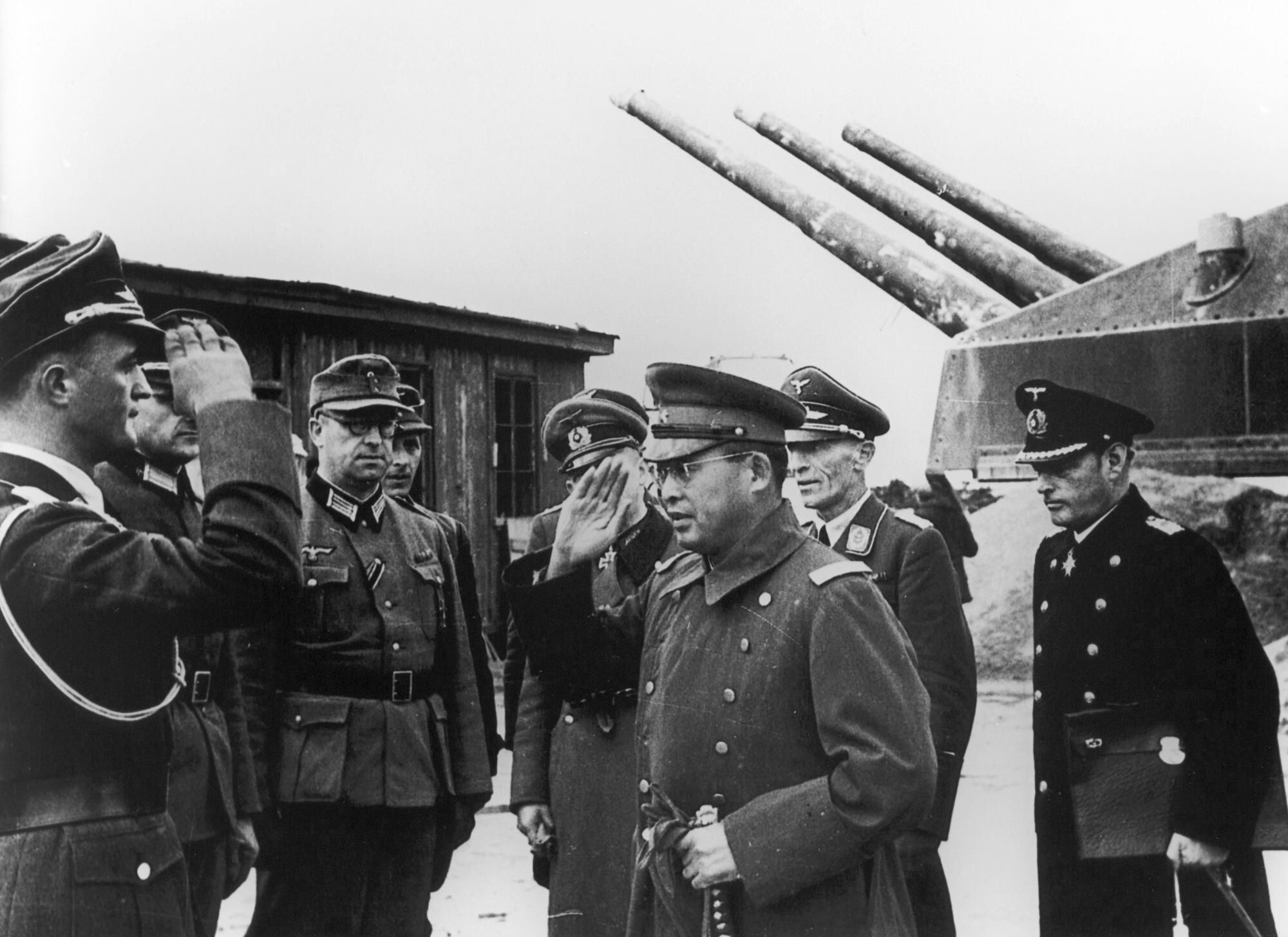
الملحق العسكري الياباني ، ماكوتو أونوديرا ، زارقلعة فجيل في النرويج ، عام 1943. وخلفه المقدم إبرهارد فرايهر فون زيدلتز أوند نيوكريتش (C-in-C Luftwaffe Feldregiment 502.) وإلى اليمين Fregattenkapitän doktor Robert Morath (Seekommandant in بيرغن). خلف يد Onoderas (التي رفعت في التحية) يوجد الجنرال نيكولاس فون فالكنهورست (C-in-C القوات العسكرية الألمانية في النرويج).

لعزل القوات الأمريكية المتمركزة في الفلبين والحد من السلطة البحرية الأمريكية، والقيادة العامة الإمبراطوري أمرهجوم على القاعدة البحرية الأمريكية في بيرل هاربور في هاواي، في 7 ديسمبر 1941. كما أنها غزت الملايو وهونغ كونغ . في البداية حققت سلسلة من الانتصارات ، بحلول عام 1943، تم دفع القوات اليابانية إلى الجزر الأصلية. في حرب المحيط الهادئ استمرت حتى القنابل الذرية على هيروشيما وناغازاكي في عام 1945. السوفييت الحرب المعلنة رسميا في أغسطس 1945، وتشارك القوات اليابانية في منشوريا وشمال شرق الصين.

#### المستعمرات والتقنيات

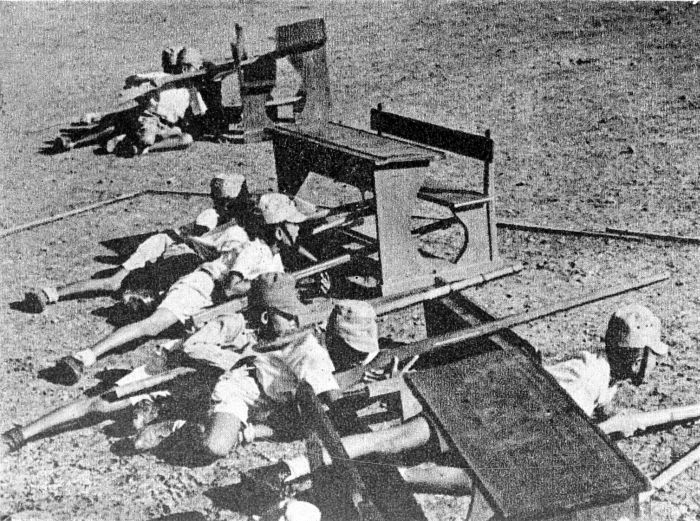
ضباط يابانيون يدربون المجندين الإندونيسيين الشباب ، حوالي عام 1945

كانت تايوان تابعة لليابانيين تأسست عام 1895. كانت كوريا محمية يابانية وتبعية تأسست رسميًا بموجب المعاهدة اليابانية الكورية لعام 1910 .
كان انتداب البحار الجنوبية عبارة عن أراضٍ مُنحت لليابان في عام 1919 في اتفاقيات السلام في الحرب العالمية الأولى ، والتي خصصت لليابان جزر جنوب المحيط الهادئ الألمانية. تلقت اليابان هذه مكافأة من الحلفاء في الحرب العالمية الأولى ، عندما كانت اليابان في ذلك الوقت متحالفة ضد ألمانيا.
احتلت اليابان جزر الهند الشرقية الهولندية خلال الحرب.خططت اليابان لتحويل هذه الأراضي إلى دولة تابعة لإندونيسيا وسعت إلى التحالف مع القوميين الإندونيسيين بما في ذلك الرئيس الإندونيسي المستقبلي سوكارنو ، لكن هذه الجهود لم تؤد إلى إنشاء دولة إندونيسية إلا بعد استسلام اليابان.

## الموقعون الآخرون على الاتفاقية الثلاثية
بالإضافة إلى قوى المحور الرئيسية الثلاث، وقعت ست دول أخرى على ميثاق ثلاثي الأطراف كدول أعضاء فيه. من بين الدول الإضافية، شاركت رومانيا والمجر وبلغاريا ودولة كرواتيا المستقلة وسلوفاكيا في عمليات عسكرية مختلفة للمحور مع قواتها المسلحة الوطنية، بينما شهدت يوغوسلافيا السادسة الإطاحة بحكومتها الموالية للنازية في وقت سابق في انقلاب لمجرد أيام. بعد أن وقعت على الميثاق ، وانقضت العضوية.

### بلغاريا

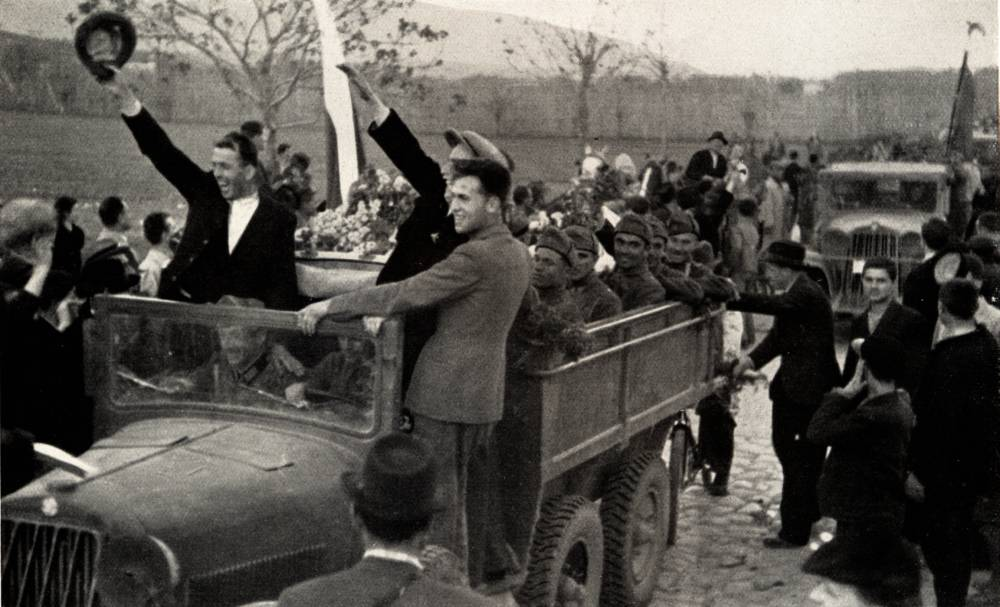
الجنود البلغار في فاردار مقدونيا خلال حملة البلقان.

مملكة بلغاريا كان يحكمها Тsar بوريس الثالث عندما وقعت على الاتفاق الثلاثي في 1 مارس 1941. بلغاريا كانت في الجانب الخاسر في الحرب العالمية الأولى، وسعت لإعادة الأراضي فقدت عرقيا وتاريخيا البلغارية، وتحديدا في مقدونيا وتراقيا (كل ما في مملكة يوغوسلافيا، مملكة اليونان وتركيا). خلال الثلاثينيات ، بسبب العناصر اليمينية التقليدية ، اقتربت بلغاريا من ألمانيا النازية. في عام 1940، ضغطت ألمانيا على رومانيا لتوقيع معاهدة كرايوفا ، والعودة إلى بلغاريا منطقة دوبروديا الجنوبية.التي كانت قد خسرتها عام 1913. كما وعد الألمان بلغاريا - إذا انضمت إلى المحور - بتوسيع أراضيها إلى الحدود المحددة في معاهدة سان ستيفانو .
شاركت بلغاريا في غزو المحور ليوغوسلافيا واليونان من خلال السماح للقوات الألمانية بالهجوم من أراضيها وإرسال قوات إلى اليونان في 20 أبريل. كمكافأة ، سمحت قوى المحور لبلغاريا باحتلال أجزاء من كلا البلدين - جنوب وجنوب شرق يوغوسلافيا (فاردار بانوفينا) وشمال شرق اليونان (أجزاء من مقدونيا اليونانية واليونانية تراقيا).أمضت القوات البلغارية في هذه المناطق السنوات التالية في قتال الجماعات القومية وحركات المقاومة المختلفة .على الرغم من الضغط الألماني ، لم تشارك بلغاريا في غزو المحور للاتحاد السوفيتي ولم تعلن الحرب على الاتحاد السوفيتي. والبلغارية البحرية مع ذلك ، شارك في عدد من المناوشات مع أسطول البحر الأسود السوفيتي ، الذي هاجم السفن البلغارية.
في أعقاب الهجوم الياباني على بيرل هاربور في ديسمبر 1941، أعلنت الحكومة البلغارية الحرب على الحلفاء الغربيين . ظل هذا الإجراء رمزيًا إلى حد كبير (على الأقل من المنظور البلغاري)، حتى أغسطس 1943، عندما هاجم الدفاع الجوي البلغاري والقوات الجوية قاذفات الحلفاء ، وعادوا (تضرروا بشدة) من مهمة فوق مصافي النفط الرومانية. تحول هذا إلى كارثة على مواطني صوفياوالمدن البلغارية الكبرى الأخرى ، التي تعرضت لقصف مكثف من قبل الحلفاء في شتاء 1943-1944.
في 2 سبتمبر 1944، عندما اقترب الجيش الأحمر من الحدود البلغارية ، وصلت حكومة بلغارية جديدة إلى السلطة وسعت إلى السلام مع الحلفاء ، وطردت القوات الألمانية القليلة المتبقية ، وأعلنت الحياد. لكن هذه الإجراءات لم تمنع الاتحاد السوفيتي من إعلان الحرب على بلغاريا في 5 سبتمبر ، وفي 8 سبتمبر سار الجيش الأحمر إلى البلاد ، ولم يواجه أي مقاومة. تبع ذلك انقلاب 9 سبتمبر 1944، والذي أوصل حكومة جبهة الوطن الموالية للسوفييت إلى السلطة. بعد ذلك ، حارب الجيش البلغاري (كجزء من الجبهة الأوكرانية الثالثة للجيش الأحمر) الألمان في يوغوسلافيا والمجر ، مما أدى إلى سقوط العديد من الضحايا. على الرغم من ذلك ، معاهدة باريس للسلام عاملت بلغاريا كواحدة من الدول المهزومة. سُمح لبلغاريا بالاحتفاظ بدوبوجا الجنوبية ، لكن كان عليها التنازل عن جميع المطالبات بالأراضي اليونانية واليوغوسلافية.

### هنغاريا
كانت المجر، التي يحكمها ريجنت الأدميرال ميكلوش هورتي، أول دولة باستثناء ألمانيا وإيطاليا واليابان تنضم إلى الاتفاق الثلاثي ، حيث وقعت الاتفاقية في 20 نوفمبر 1940. كانت سلوفاكيا دولة عميلة لألمانيا منذ عام 1939.
ابتليت البلاد بعدم الاستقرار السياسي حتى أصبح ميكلوش هورتي، أحد النبلاء المجريين والضابط البحري النمساوي المجري ، وصيًا على العرش في عام 1920. رغب الغالبية العظمى من المجريين في استعادة الأراضي التي فقدوها من خلال معاهدة تريانون . اقتربت البلاد من ألمانيا وإيطاليا إلى حد كبير بسبب الرغبة المشتركة في مراجعة تسويات السلام التي تمت بعد الحرب العالمية الأولى. تعاطف الكثير من الناس مع السياسة المعادية للسامية للنظام النازي. بسبب موقفها الداعم لألمانيا والجهود الجديدة في السياسة الدولية ، حصلت المجر على تسويات إقليمية مواتية من خلال جائزة فيينا الأولى ، بعد تفكك تشيكوسلوفاكيا أُحتلت وضُمت إلى ما تبقى من روثينيا الكارباتية وفي عام 1940 استلمت ترانسيلفانيا الشمالية من رومانيا عبر جائزة فيينا الثانية . سمح المجريون للقوات الألمانية بالمرور عبر أراضيهم أثناء غزو يوغوسلافيا، وانضمت القوات المجرية إلى العمليات العسكرية بعد إعلان دولة كرواتيا المستقلة. تم ضم أجزاء من يوغوسلافيا السابقة إلى المجر؛ المملكة المتحدة على الفور قطعت العلاقات الدبلوماسية ردا على ذلك.
على الرغم من أن المجر لم تشارك في البداية في الغزو الألماني للاتحاد السوفيتي، أصبحت المجر والاتحاد السوفيتي متحاربين في 27 يونيو 1941. خدم أكثر من 500000 جندي في الجبهة الشرقية . شاركت جميع الجيوش الميدانية الخمسة للمجر في نهاية المطاف في الحرب ضد الاتحاد السوفيتي. تم تقديم مساهمة كبيرة من قبل الجيش المجري الثاني .
في 25 نوفمبر 1941، كانت المجر واحدة من ثلاثة عشر موقعًا على تجديد ميثاق مكافحة الكومنترن. شاركت القوات المجرية ، مثل نظرائهم في المحور ، في العديد من الإجراءات ضد السوفييت. بحلول نهاية عام 1943، كان السوفييت قد اكتسبوا اليد العليا وكان الألمان يتراجعون. تم تدمير الجيش المجري الثاني في القتال على جبهة فورونيج ، على ضفاف نهر الدون .
قبل الاحتلال الألماني داخل منطقة المجر، قتل حوالي 63000 يهودي. بعد ذلك ، في أواخر عام 1944، تم ترحيل 437000 يهودي إلى أوشفيتز بيركيناو، معظمهم حتى وفاتهم.  بشكل عام ، عانى اليهود المجريون ما يقرب من 560.000 ضحية.
انهارت العلاقات بين ألمانيا ووصاية ميكلوش هورتي في عام 1944 عندما حاول هورثي التفاوض على اتفاقية سلام مع السوفييت والخروج من الحرب دون موافقة ألمانية. أُجبر هورثي على التنازل عن العرش بعد أن احتجزت القوات الخاصة الألمانية بقيادة الكولونيل أوتو سكورزينيابنه رهينة كجزء من عملية بانزرفوست . أعيد تنظيم المجر بعد تنازل هورثي في ديسمبر 1944 إلى نظام شمولي يسمى حكومة الوحدة الوطنية بقيادة فيرينك زالاسي . كان رئيس وزراء المجر منذ أكتوبر 1944 وكان زعيمًا لحزبArrow Cross المجري. اقتصرت سلطتها القضائية فعليًا على نطاق ضيق باستمرار من الأراضي في وسط المجر، حول بودابست منذ أن استولوا على السلطة ، كان الجيش الأحمر بالفعل بعيدًا داخل البلاد. ومع ذلك ، فإن قاعدة Arrow Cross ، لم تدم طويلاً ، كانت وحشية. في أقل من ثلاثة أشهر ، قتلت فرق الموت Arrow Cross ما يصل إلى 38000 يهودي مجري. ساعد ضباط Arrow Cross Adolf Eichmann في إعادة تنشيط إجراءات الترحيل التي تم إنقاذ يهود بودابست منها حتى الآن ، مما أدى إلى خروج حوالي 80.000 يهودي من المدينة بشأن تفاصيل السخرة والعديد من الأشخاص الآخرين إلى معسكرات الموت. مات معظمهم ، بما في ذلك العديد ممن قُتلوا مباشرة بعد انتهاء القتال أثناء عودتهم إلى ديارهم. بعد أيام من استيلاء حكومة زالاسي على السلطة، كان الجيش الأحمر السوفيتي محاطًا بالعاصمة بودابست .حاولت القوات الألمانية والمجرية صد التقدم السوفيتي لكنها فشلت. بعد قتال عنيف ، احتل السوفييت بودابست.انسحب عدد من المجريين المؤيدين لألمانيا إلى إيطاليا وألمانيا، حيث قاتلوا حتى نهاية الحرب.
في مارس 1945، فر زالاسي إلى ألمانيا كزعيم للحكومة في المنفى ، حتى استسلام ألمانيا في مايو 1945.

### دولة كرواتيا المستقلة

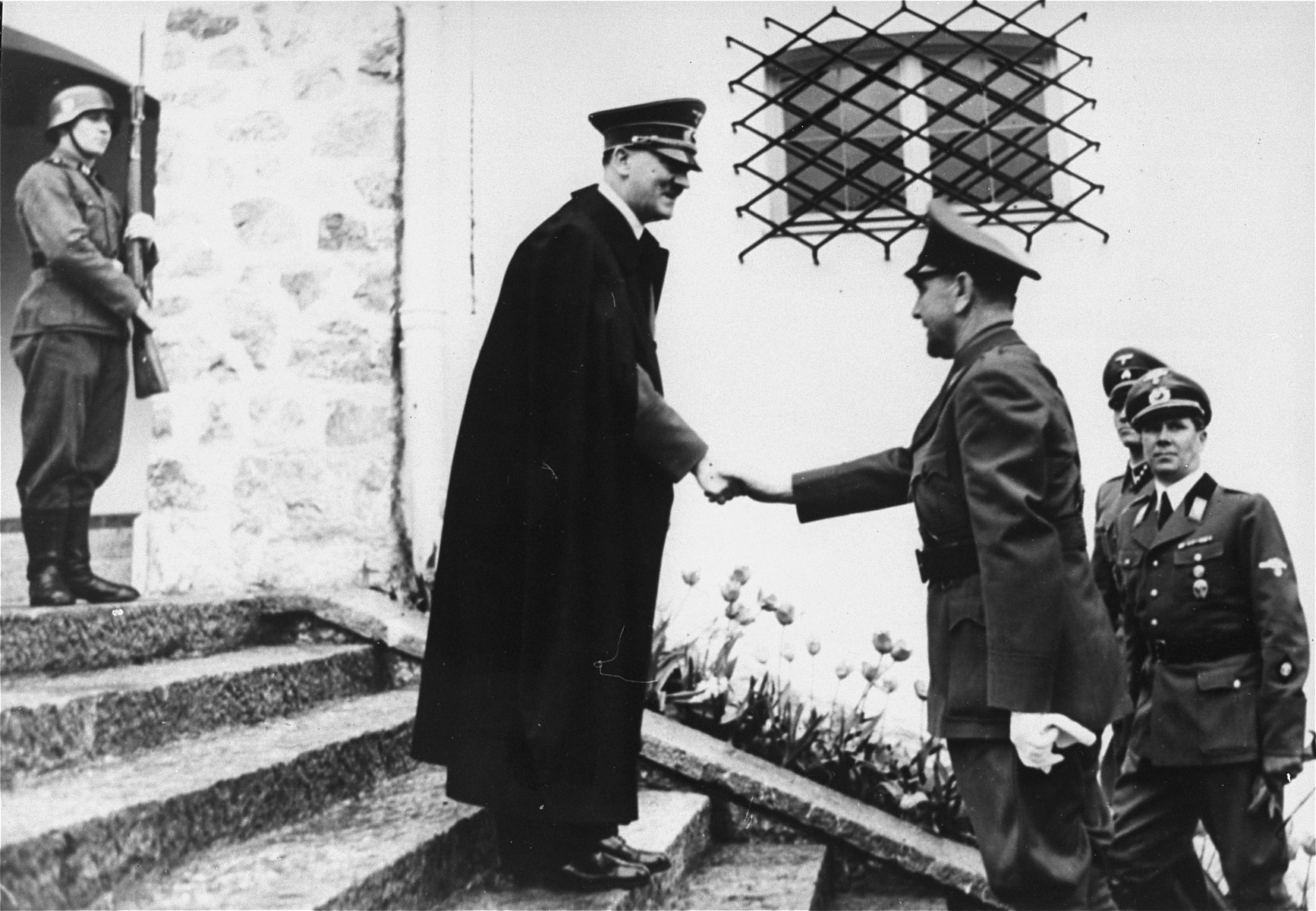
لقاء أدولف هتلر مع زعيم NDH أنتي بافليتش.

في 10 أبريل 1941، وقعت ما يسمى بدولة كرواتيا المستقلة (Nezavisna Država Hrvatska ، أو NDH)، وهي دولة عميلة ألمانية-إيطالية ، على الاتفاق الثلاثي. ظلت NDH عضوًا في المحور حتى نهاية الحرب العالمية الثانية، وكانت قواتها تقاتل من أجل ألمانيا حتى بعد أن اجتاح أنصار يوغوسلافيا أراضيها . في 16 أبريل 1941، تمإعلان أنتي بافليتش ، القومي الكرواتي وأحد مؤسسيUstaše («حركة التحرير الكرواتية»)، بوغلافنيك (زعيم) النظام الجديد.
في البداية تأثرت أوستاش بشدة بإيطاليا. لقد تم دعمهم بنشاط من قبل نظام موسوليني الفاشي في إيطاليا، والذي أعطى قواعد تدريب الحركة للتحضير للحرب ضد يوغوسلافيا ، بالإضافة إلى قبول بافليتش كمنفى والسماح له بالإقامة في روما. كانت إيطاليا تنوي استخدام الحركة لتدمير يوغوسلافيا، مما سيسمح لإيطاليا بتوسيع قوتها عبر البحر الأدرياتيكي. لم يرغب هتلر في خوض حرب في البلقان حتى هُزم الاتحاد السوفيتي. لم يكن الاحتلال الإيطالي لليونان يسير على ما يرام. أراد موسوليني أن تغزو ألمانيا يوغوسلافيا لإنقاذ القوات الإيطالية في اليونان. وافق هتلر على مضض. تم غزو يوغوسلافيا وتم إنشاء NDH. قاد بافليتش وفداً إلى روما وقدم تاج NDH إلى أمير إيطالي من منزل سافوي ، الذي توجتوميسلاف II ، ملك كرواتيا، الأمير البوسنة والهرسك، فويفود دالماتيا، توزلاوكنين، أمير Cisterna و وBelriguardo، المركيز منفوغيرا ، وعدد من Ponderano . في اليوم التالي ، وقع بافليتش عقود روما مع موسوليني ، والتنازل عن دالماتيا لإيطاليا وتحديد الحدود الدائمة بين NDH وإيطاليا. سُمح للقوات المسلحة الإيطالية بالسيطرة على كل ساحل NDH ، مما أعطى إيطاليا سيطرة كاملة على ساحل البحر الأدرياتيكي.
ومع ذلك ، بدأ النفوذ الألماني القوي في الظهور بعد فترة وجيزة من تأسيس NDH. عندما أطاح ملك إيطاليا بموسوليني واستسلمت إيطاليا ، أصبحت NDH تحت التأثير الألماني بالكامل.
أعلن برنامج حركة Ustaše أن الكروات قد تعرضوا للقمع من قبل مملكة يوغوسلافيا التي يهيمن عليها الصرب ، وأن الكرواتيين يستحقون أن تكون لهم دولة مستقلة بعد سنوات من هيمنة الإمبراطوريات الأجنبية. اعتبر أوستاشي أن الصرب أدنى من عرقيتهم من الكروات ورآهم متسللين كانوا يحتلون الأراضي الكرواتية. ورأوا أن إبادة الصرب وطردهم أو ترحيلهم أمر ضروري لتطهير كرواتيا عنصريًا. بينما كانت جزءًا من يوغوسلافيا ، عارض العديد من القوميين الكروات بعنف النظام الملكي اليوغوسلافي الذي يهيمن عليه الصرب ، واغتالوا ألكسندر الأول من يوغوسلافيا ، جنبًا إلى جنب مع المنظمة الثورية المقدونية الداخلية. تمتع النظام بالدعم بين القوميين الكرواتيين الراديكاليين. قاتلت قوات Ustashe ضد الشيوعية اليوغوسلافية الحزبية حرب العصابات طوال الحرب.
عند وصوله إلى السلطة ، شكل بافليتش الحرس الكرواتي الرئيسي (Hrvatsko domobranstvo) كقوة عسكرية رسمية في NDH. كان قد تم التصريح به في الأصل بـ 16000 رجل ، ونما إلى قوة قتالية بلغت ذروتها 130.000. ضم الحرس الداخلي الكرواتي قوة جوية وبحرية ، على الرغم من أن حجم أسطولها البحري كان محدودًا بموجب عقود روما. بالإضافة إلى الحرس الداخلي الكرواتي ، كان بافليتش أيضًا القائد الأعلى لميليشيا Ustaše ، على الرغم من أن جميع الوحدات العسكرية NDH كانت عمومًا تحت قيادة التشكيلات الألمانية أو الإيطالية في منطقة عملياتها.
أعلنت حكومة أوستاشي الحرب على الاتحاد السوفيتي، ووقعت على ميثاق مناهضة الكومنترن لعام 1941، وأرسلت قوات إلى الجبهة الشرقية لألمانيا. كانت ميليشيا أوستاشي حامية في البلقان ، تقاتل الثوار الشيوعيين.
طبقت حكومة Ustaše قوانين عنصرية على الصرب واليهود والغجر ، وكذلك استهدفت أولئك المعارضين للنظام الفاشي ، وبعد يونيو 1941 رحلتهم إلى محتشد اعتقال Jasenovac أو إلى معسكرات ألمانية في بولندا. تم تطبيق القوانين العنصرية من قبل ميليشيا Ustaše. العدد الدقيق لضحايا نظام Ustaše غير مؤكد بسبب إتلاف الوثائق والأعداد المختلفة التي قدمها المؤرخون. وفقًا لمتحف ذكرى الهولوكوست بالولايات المتحدة في واشنطن العاصمة ، قُتل ما بين 320.000 و 340.000 صربي في NDH.

### رومانيا

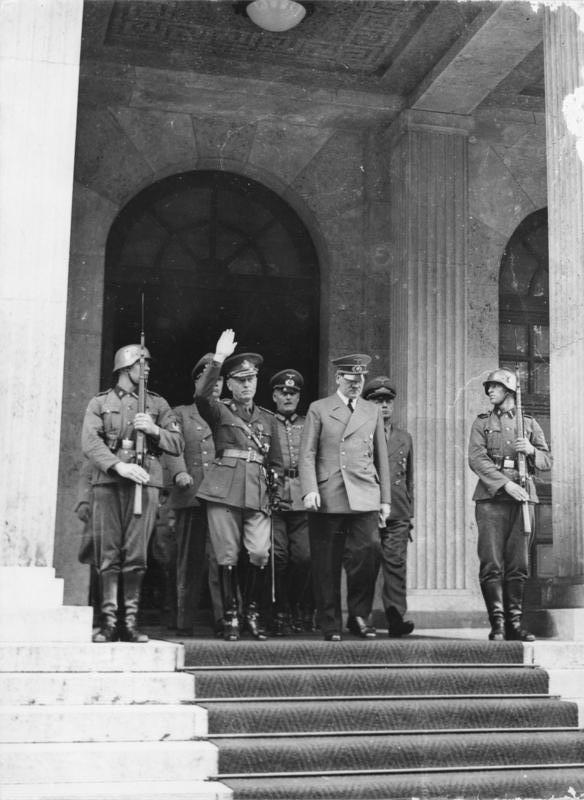
أيون أنتونيسكو وأدولف هتلر في Führerbauفي ميونيخ (يونيو 1941).

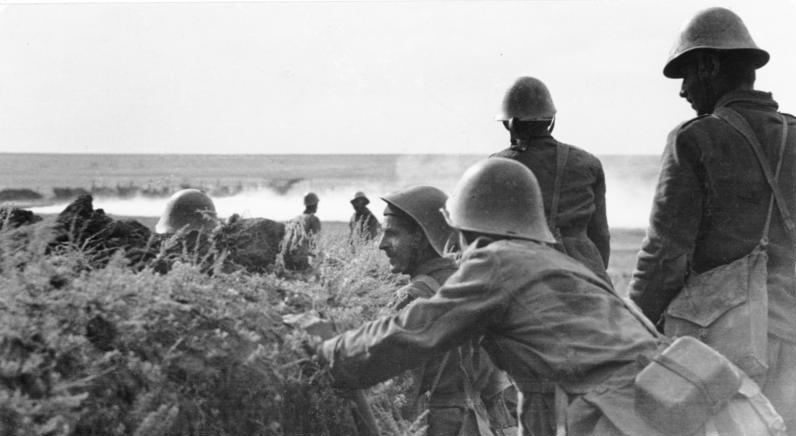
جنود رومانيون في ضواحي ستالينجراد خلال معركة ستالينجراد عام 1942

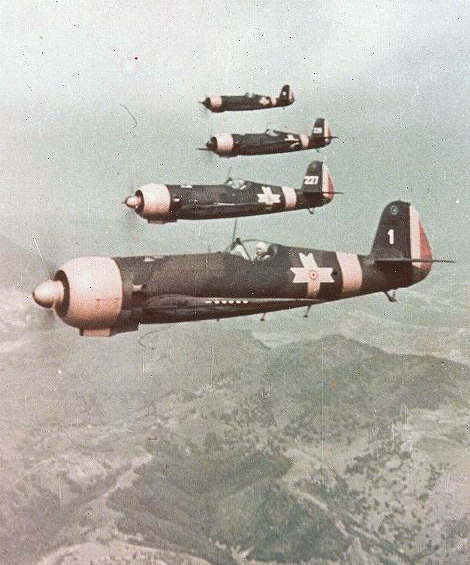
تشكيل روماني للطائرات المقاتلة IAR80

عندما اندلعت الحرب في أوروبا عام 1939، كانت مملكة رومانيا موالية لبريطانيا ومتحالفة مع البولنديين . بعد غزوألمانيا والاتحاد السوفيتي لبولندا ، والغزو الألماني لفرنساوالبلدان المنخفضة ، وجدت رومانيا نفسها معزولة بشكل متزايد ؛ في غضون ذلك ، بدأت العناصر الموالية لألمانيا والفاشية بالنمو.
في أغسطس 1939 معاهدة مولوتوف ريبنتروب بين ألمانيا والاتحاد السوفيتي الواردة في البروتوكول السري التنازل عن بيسارابيا ، وشمال بوكوفينا إلى الاتحاد السوفيتي. وفي 28 يونيو 1940، والاتحاد السوفيتي المحتلة وضمها بيسارابيا، وكذلك جزء من شمال رومانيا ومنطقة Hertza.  في 30 آب 1940، وذلك نتيجة لل الألمانية -الإيطالية التحكيم فيينا الثانية جائزة كان لرومانيا للتنازل شمال ترانسيلفانيا إلى هنغاريا. تم التنازل عن دوبوجا الجنوبية لبلغاريافي سبتمبر 1940. في محاولة لاسترضاء العناصر الفاشية داخل البلاد والحصول على الحماية الألمانية ، عين الملك كارول الثاني الجنرال أيون أنتونيسكورئيسًا للوزراء في 6 سبتمبر 1940.
بعد يومين ، أجبر أنطونيسكو الملك على التنازل عن العرش ونصب ابنه الصغير مايكل (ميهاي) على العرش ، ثم أعلن نفسه كوندوكيتور ("القائد") يتمتع بسلطات دكتاتورية. فيدولة عضو الفيلق الوطني أعلن في 14 سبتمبر مع الحرس الحديدي الحاكم جنبا إلى جنب مع انتونيسكو باسم حركة السياسية الشرعية الوحيدة في رومانيا. في عهد الملك مايكل الأول والحكومة العسكرية لأنتونيسكو ، وقعت رومانيا على الاتفاق الثلاثي في 23 نوفمبر 1940. دخلت القوات الألمانية البلاد في 10 أكتوبر 1941، لتدريب الجيش الروماني رسميًا. جاء في توجيه هتلر للقوات في 10 أكتوبر أن " أدى دخول القوات الألمانية إلى رومانيا إلى قيام الديكتاتور الإيطالي بينيتو موسوليني بغزو اليونان ، مما أدى إلى اندلاع الحرب اليونانية الإيطالية .  بعد أن حصل على موافقة هتلر في يناير 1941، أطاح أنتونيسكوبالحرس الحديدي من السلطة.
تم استخدام رومانيا لاحقًا كمنصة لغزو يوغوسلافيا والاتحاد السوفيتي. على الرغم من عدم مشاركتها عسكريا في غزو يوغوسلافيا ، طلبت رومانيا ألا تعمل القوات المجرية في البانات . وهكذا عدل بولس الخطة الهنغارية وأبقى قواتهم غرب تيسا .
انضمت رومانيا إلى الغزو الذي قادته ألمانيا للاتحاد السوفيتي في 22 يونيو 1941. وكان أنطونيسكو هو الزعيم الأجنبي الوحيد الذي استشاره هتلر في الأمور العسكرية  وكان الاثنان يلتقيان ما لا يقل عن عشر مرات خلال الحرب.  أعادت رومانيا السيطرة على بيسارابيا وبوكوفينا الشمالية خلال عملية مونشن قبل احتلال المزيد من الأراضي السوفيتية وإنشاء محافظة ترانسنيستريا . بعدحصار أوديسا ، أصبحت المدينة عاصمة المحافظة. قاتلت القوات الرومانية في طريقها إلى شبه جزيرة القرم إلى جانب القوات الألمانية وساهمت بشكل كبير في حصار سيفاستوبول. في وقت لاحق ، انضمت القوات الجبلية الرومانية إلى الحملة الألمانية في القوقاز ، ووصلت إلى نالتشيك .  بعد تعرضهم لخسائر فادحة في ستالينجراد، بدأ المسؤولون الرومانيون في مفاوضات سرية بشأن شروط السلام مع الحلفاء.
كانت الصناعة العسكرية الرومانية صغيرة ولكنها متعددة الاستخدامات ، وقادرة على نسخ وإنتاج الآلاف من أنظمة الأسلحة الفرنسية والسوفياتية والألمانية والبريطانية والتشيكوسلوفاكية ، بالإضافة إلى إنتاج منتجات أصلية قادرة.  رومانيا أيضًا ببناء سفن حربية كبيرة ، مثل عامل الألغام NMS  Amiral Murgescu والغواصات NMS  Rechinul و NMS  Marsuinul . كما تم إنتاج المئات من الطائرات المصممة أصلاً ، مثل المقاتلة IAR-80والقاذفة الخفيفة IAR-37 . كانت رومانيا أيضًا قوة رئيسية في صناعة النفط منذ القرن التاسع عشر. كانت واحدة من أكبر المنتجين في أوروبا وبلويتيقدمت مصافي النفط حوالي 30٪ من إجمالي إنتاج زيت المحور.  أكد المؤرخ البريطاني دينيس ديليتانت أن المساهمات الحاسمة لرومانيا في جهود المحور الحربية ، بما في ذلك امتلاكها لثالث أكبر جيش محور في أوروبا ودعم المجهود الحربي الألماني من خلال النفط والمواد الأخرى ، تعني أنها كانت «على قدم المساواة مع إيطاليا كحليف رئيسي لألمانيا وليس في فئة قمر صناعي ثانوي من المحور».
تحت حكم أنطونيسكو كانت رومانيا دكتاتورية فاشية ودولة شمولية. بين 45,000 و 60,000 واليهود الذين قتلوا في بوكوفينا وبيسارابيا من قبل الرومانية والقوات الألمانية في عام 1941. ووفقا لفيلهلم فيلدرمان 150,000 على الأقل يهود بيسارابيا وبوكوفينا، توفي في ظل النظام انتونيسكو (سواء أولئك الذين رحلوا والذين بقوا). بشكل عام ، مات ما يقرب من 250000 يهودي تحت الولاية القضائية الرومانية.
بحلول عام 1943، بدأ المد في التحول. توغل السوفييت غربًا ، واستعادوا أوكرانيا وأطلقوا في نهاية المطاف غزوًا فاشلاً لرومانيا الشرقية في ربيع عام 1944. وساعدتالقوات الرومانية في شبه جزيرة القرم على صد عمليات الإنزال السوفيتية الأولية ، ولكن في النهاية استعادت القوات السوفيتية والرومانية شبه الجزيرة قامت البحرية بإجلاء أكثر من 100000 جندي ألماني وروماني ، وهو إنجاز أكسب الأدميرال الروماني هوريا ماسيلاريو وسام الصليب الحديدي .  خلال هجوم جاسي-كيشينيف في أغسطس 1944، غيرت رومانيا موقفها في 23 أغسطس 1944. ثم قاتلت القوات الرومانية إلى جانب الجيش السوفيتي حتى نهاية الحرب ، ووصلت إلى تشيكوسلوفاكيا والنمسا.

### سلوفاكيا
وقعت الجمهورية السلوفاكية في عهد الرئيس جوزيف تيسو الاتفاقية الثلاثية في 24 نوفمبر 1940.
كانت سلوفاكيا متحالفة بشكل وثيق مع ألمانيا فور إعلان استقلالها عن تشيكوسلوفاكيا في 14 مارس 1939. دخلت سلوفاكيا في معاهدة حماية مع ألمانيا في 23 مارس 1939.
إنضمت القوات السلوفاكية إلى الغزو الألماني لبولندا ، وكان لها مصلحة في Spiš و Orava . كانت هاتان المنطقتان ، إلى جانب Cieszyn Silesia ، محل نزاع بين بولندا وتشيكوسلوفاكيا منذ عام 1918. وضمها البولنديون بالكامل بعد اتفاقية ميونيخ . بعد غزو بولندا ، استعادت سلوفاكيا السيطرة على تلك الأراضي. غزت سلوفاكيا بولندا إلى جانب القوات الألمانية ، وساهمت بخمسين ألف رجل في هذه المرحلة من الحرب.
أعلنت سلوفاكيا الحرب على الاتحاد السوفيتي في عام 1941 ووقعت على اتفاقية مناهضة الكومنترن التي أعيد إحياؤها عام 1941. قاتلت القوات السلوفاكية على الجبهة الشرقية لألمانيا ، وزودت ألمانيا بفرقتين يبلغ مجموعهما 80 ألف رجل. أعلنت سلوفاكيا الحرب على المملكة المتحدة والولايات المتحدة في عام 1942.
نجت سلوفاكيا من الاحتلال العسكري الألماني حتى الانتفاضة الوطنية السلوفاكية ، التي بدأت في 29 أغسطس 1944، وتم سحقها على الفور تقريبًا من قبل Waffen SS والقوات السلوفاكية الموالية لجوزيف تيسو.
بعد الحرب ، أُعدم تيسو وأصبحت سلوفاكيا مرة أخرى جزءًا من تشيكوسلوفاكيا. تم إعادة الحدود مع بولندا إلى حالة ما قبل الحرب. تم فصل سلوفاكيا وجمهورية التشيك أخيرًا إلى دولتين مستقلتين في عام 1993.

## الموقعون على ميثاق مناهضة الكومنترن
وقعت بعض الدول على ميثاق مناهضة الكومنترن ولكن ليس على الميثاق الثلاثي. على هذا النحو قد يكون التزامهم بالمحور أقل من التزام الموقعين على الاتفاقية الثلاثية. كانت بعض هذه الدول في حالة حرب رسميًا مع أعضاء قوات الحلفاء ، بينما ظلت دول أخرى محايدة في الحرب وأرسلت متطوعين فقط. اعتبرت القيادة النازية أن التوقيع على ميثاق مناهضة الكومنترن «اختبار حقيقي للولاء».

## اتفاقيات ثنائية مع دول المحور
تواطأت بعض الدول مع ألمانيا وإيطاليا واليابان دون التوقيع على معاهدة مناهضة الكومنترن أو الاتفاق الثلاثي. في بعض الحالات تم إضفاء الطابع الرسمي على هذه الاتفاقات الثنائية في حالات أخرى كانت أقل رسمية. كانت بعض هذه الدول دولًا دمى أسستها دول المحور نفسها.

## الدول الدمى
تم تشكيل العديد من الحكومات المستقلة اسميًا من المتعاطفين المحليين تحت درجات متفاوتة من السيطرة الألمانية والإيطالية واليابانية داخل الأراضي التي احتلوها خلال الحرب. أعلنت بعض هذه الحكومات أنها محايدة في الصراع مع الحلفاء ، أو لم تبرم أبدًا أي تحالف رسمي مع قوى المحور ، لكن سيطرتها الفعالة من قبل قوى المحور جعلتها في الواقع امتدادًا لها وبالتالي جزءًا منها. وقد اختلف هؤلاء عن السلطات العسكرية والمفوضين المدنيين الذين قدمتهم دولة الاحتلال في أنهم شكلوا من مواطني الدولة المحتلة ، وأن الشرعية المفترضة للدولة العميلة قد اعترف بها المحتل بحكم القانون إن لم يكن بحكم الأمر الواقع .

### ألمانيا

#### ألبانيا (المملكة الألبانية)
بعد الهدنة الإيطالية ، انفتح فراغ في السلطة في ألبانيا.أصبحت قوات الاحتلال الإيطالية عاجزة إلى حد كبير ، حيث سيطرت حركة التحرير الوطنية على الجنوب وسيطرت الجبهة الوطنية (بالي كومبيتار) على الشمال.انضم الألبان في الجيش الإيطالي إلى قوات حرب العصابات. في سبتمبر 1943، تحرك المتمردون للاستيلاء على العاصمة تيرانا ، لكن المظليين الألمان هبطوا إلى المدينة. بعد فترة وجيزة من المعركة ، أعلنت القيادة العليا الألمانية أنها ستعترف باستقلال ألبانيا الكبرى. قاموا بتنظيم حكومة ألبانية ، وشرطية ، وجيش بالتعاون مع Balli Kombëtar. لم يمارس الألمان سيطرة شديدة على إدارة ألبانيا ، لكنهم حاولوا بدلاً من ذلك كسب جاذبية شعبية من خلال منح شركائهم السياسيين ما يريدون. شغل العديد من قادة Balli Kombëtar مناصب في النظام. ضمت القوات المشتركة كوسوفو ومقدونيا الغربية وجنوب مونتينيغرو وبريسيفو إلى الدولة الألبانية. تم إنشاء مجلس أعلى للريجنسي للقيام بمهام رئيس الدولة ، بينما كان يرأس الحكومة بشكل أساسي سياسيون ألبان محافظون. كانت ألبانيا الدولة الأوروبية الوحيدة التي احتلتها قوى المحور والتي أنهت الحرب العالمية الثانية بعدد سكان يهود أكبر مما كان عليه قبل الحرب. رفضت الحكومة الألبانية تسليم سكانها اليهود. لقد زودوا العائلات اليهودية بوثائق مزورة وساعدتهم على التفرق بين السكان الألبان.  تم تحرير ألبانيا بالكامل في 29 نوفمبر 1944.

#### صربيا
شاركت قوات التشكيلات المسلحة المتعاونة ، بشكل مباشر أو غير مباشر ، في عمليات القتل الجماعي لليهود والغجر والصرب الذين وقفوا مع أي مقاومة معادية لألمانيا أو كانوا مشتبهين في انتمائهم إلى هذه المقاومة. كانت هذه القوات مسؤولة أيضًا عن قتل العديد من الكروات والمسلمين ؛ ومع ذلك ، لم يتعرض بعض الكروات الذين لجأوا إلى صربيا في نيديتش للتمييز. بعد الحرب ، كان التورط الصربي في العديد من هذه الأحداث ومسألة التعاون الصربي خاضعين لمراجعة تاريخية من قبل شخصيات عامة لاحقة.
تم القبض على نيديتش نفسه من قبل الأمريكيين عندما احتلوا أراضي النمسا السابقة ، وتم تسليمه لاحقًا إلى السلطات الشيوعية اليوغوسلافية ليكون بمثابة شاهد ضد مجرمي الحرب ، على أساس أنه سيعاد إلى الحجز الأمريكي ليحاكم من قبل الحلفاء. رفضت السلطات اليوغوسلافية إعادة نيديتش إلى حجز الولايات المتحدة. توفي في 4 فبراير 1946 بعد أن قفز أو سقط من نافذة مستشفى بلغراد ، في ظل ظروف لا تزال غير واضحة.

#### إيطاليا (الجمهورية الاجتماعية الإيطالية)
شكل الزعيم الفاشي الإيطالي بينيتو موسوليني الجمهورية الاجتماعية الإيطالية (Repubblica Sociale Italianaباللغة الإيطالية) في 23 سبتمبر 1943، خلفًا لمملكة إيطاليا كعضو في المحور.
تم عزل موسوليني من منصبه واعتقله الملك فيكتور إيمانويل الثالث في 25 يوليو 1943. بعد الهدنة الإيطالية ، في غارة قادها المظلي الألماني أوتو سكورزيني، تم إنقاذ موسوليني من الاعتقال.
بمجرد استعادته للسلطة ، أعلن موسوليني أن إيطاليا كانت جمهورية وأنه كان رئيس الدولة الجديد. كان خاضعًا للسيطرة الألمانية طوال مدة الحرب.

### الدول العميلة الألمانية الإيطالية المشتركة

#### اليونان (الدولة الهيلينية)
بعد الغزو الألماني لليونان وهروب الحكومة اليونانية إلى جزيرة كريت ثم مصر ، تشكلت الدولة اليونانية في مايو 1941 كدولة دمية لكل من إيطاليا وألمانيا. في البداية ، كانت إيطاليا ترغب في ضم اليونان ، لكنها تعرضت لضغوط من ألمانيا لتجنب الاضطرابات المدنية مثل ما حدث في المناطق التي ضمتها بلغاريا. وكانت النتيجة موافقة إيطاليا على إنشاء نظام دمية بدعم من ألمانيا. كان هتلر قد أكد لإيطاليا دورًا أساسيًا في اليونان. سيطرت القوات الإيطالية على معظم البلاد ، لكن مواقع إستراتيجية (مقدونيا الوسطى ، وجزر شمال شرق بحر إيجة ، ومعظم جزيرة كريت ، وأجزاء من أتيكا.) من قبل الألمان ، الذين استولوا على معظم الأصول الاقتصادية للبلاد وسيطروا بشكل فعال على الحكومة المتعاونة. لم يسيطر النظام العميل على أي سلطة حقيقية ، ولم يكتسب ولاء الشعب. لقد نجح إلى حد ما في منع الحركات الانفصالية مثل «الفيلق الروماني» الفلاش من تأسيس نفسها. بحلول منتصف عام 1943، حررت المقاومة اليونانية أجزاء كبيرة من المناطق الجبلية الداخلية («اليونان الحرة»)، وأنشأت إدارة منفصلة هناك. بعد الهدنة الإيطالية ، استولت القوات المسلحة الألمانية على منطقة الاحتلال الإيطالي ، والتي ظلت مسؤولة عن البلاد حتى انسحابها في خريف عام 1944. في بعض جزر بحر إيجة ، تركت الحاميات الألمانية وراءها ،

### اليابانية
أنشأت إمبراطورية اليابان عددًا من الدول العميلة في المناطق التي احتلها جيشها ، بدءًا من إنشاء مانشوكو في عام 1932. وقد حققت هذه الدول العميلة درجات متفاوتة من الاعتراف الدولي.

#### كمبوديا
كانت مملكة كمبوديا دولة دمية يابانية قصيرة العمر استمرت من 9 مارس 1945 إلى 15 أغسطس 1945.
دخل اليابانيون كمبوديا في منتصف عام 1941، لكنهم سمحوا لمسؤولي فيشي الفرنسيين بالبقاء في المناصب الإدارية. استقطبت الدعوات اليابانية لـ «آسيا للآسيويين» العديد من القوميين الكمبوديين.
تغيرت هذه السياسة خلال الأشهر الأخيرة من الحرب. أراد اليابانيون الحصول على دعم محلي ، لذلك قاموا بحل الحكم الاستعماري الفرنسي وضغطوا على كمبوديا لإعلان استقلالها داخل مجال الرخاء المشترك في شرق آسيا الكبرى. بعد أربعة أيام ، أعلن الملك سيهانوك استقلال كمبوتشيا. عاد سون نجوك ثانه، المحرر المشارك لجريدة Nagaravatta ، من طوكيو في مايو وعُين وزيراً للخارجية.
في تاريخ استسلام اليابان ، تم إعلان حكومة جديدة مع سون نجوك ثانه كرئيس للوزراء. عندما احتل الحلفاء بنوم بنه في أكتوبر ، تم القبض على سون نجوك ثانه لتعاونه مع اليابانيين ونُفي إلى فرنسا. ذهب بعض أنصاره إلى شمال غرب كمبوديا ، التي كانت تحت السيطرة التايلاندية منذ الحرب الفرنسية التايلاندية عام 1940، حيث تجمعوا معًا كفصيل واحد في حركة الخمير إساراك ، التي تشكلت في الأصل بتشجيع تايلاندي في الأربعينيات.

#### الهند (الحكومة المؤقتة للهند الحرة)
كان بقيادة سوبهاس شاندرا بوس ، القومي الهندي الذي رفض أساليب المهاتما غاندي اللاعنفية لتحقيق الاستقلال.و INA الأولى تعثرت بعد اعترضت قيادتها إلى كونه أداة دعاية للأهداف الحرب اليابانيين، ودور
I Kikan . تم إحياؤها من قبل رابطة الاستقلال الهندية بدعم ياباني في عام 1942 بعد أن وافق أسرى الحرب والمدنيون الهنود السابقون في جنوب شرق آسيا على المشاركة في مشروع INA بشرط أن يقودها سوبهاش شاندرا بوس . أعلن بوس استقلال الهند في 21 أكتوبر 1943. تم ارتكاب الجيش الوطني الهندي كجزء من هجوم U Go. لعبت دورًا هامشيًا إلى حد كبير في المعركة ، وتكبدت خسائر فادحة واضطرت إلى الانسحاب مع بقية القوات اليابانية بعد كسر حصار إمفال . وقد التزمت لاحقًا بالدفاع عن بورما ضد هجوم الحلفاء . لقد عانى عددًا كبيرًا من الفرار في هذا الجزء الأخير. حافظت القوات المتبقية من الائتلاف الوطني العراقي على النظام في رانغون بعد انسحاب حكومة با ماو. على الرغم من منح الحكومة المؤقتة سيطرة اسمية على جزر أندامان ونيكوبار من نوفمبر 1943 إلى أغسطس 1945.

#### منغوليا الداخلية (مينتشيانغ)
كانت مينتشيانغ دولة دمية يابانية في منغوليا الداخلية .كان يحكمها اسميًا الأمير ديمشوج دونجروب ، وهو نبيلمغولي ينحدر من جنكيز خان، ولكنه في الواقع كان تحت سيطرة الجيش الياباني. تم إعلان استقلال مينجيانغ في 18 فبراير 1936، بعد الاحتلال الياباني للمنطقة.
كان لدى المنغوليين الداخليين العديد من الشكاوى ضد الحكومة الصينية المركزية في نانتشينغ ، بما في ذلك سياستهم في السماح للهجرة غير المحدودة للصينيين الهان إلى المنطقة. بدأ العديد من الأمراء الشباب في منغوليا الداخلية في التحريض على مزيد من الحرية من الحكومة المركزية ، ومن خلال هؤلاء الرجال رأى اليابانيون أفضل فرصة لهم لاستغلال القومية المغولية والاستيلاء في النهاية على منغوليا الخارجية من الاتحاد السوفيتي.
أنشأت اليابان مينتشيانغ لاستغلال التوترات بين المنغوليين العرقيين والحكومة المركزية للصين ، التي حكمت منغوليا الداخلية نظريًا. عندما تم توحيد الحكومات العميلة المختلفة في الصين في ظل حكومة وانغ جينغوي في مارس 1940، احتفظت مينتشيانغ بهويتها المنفصلة كاتحاد مستقل. على الرغم من أنه كان تحت السيطرة القوية للجيش الإمبراطوري الياباني ، الذي احتل أراضيها ، كان للأمير ديمشوج دونجروب جيشه المستقل.
اختفت مينتشيانغ في عام 1945 بعد هزيمة اليابان في الحرب العالمية الثانية. مع تقدم القوات السوفيتية إلى منغوليا الداخلية ، واجهوا مقاومة محدودة من مفارز صغيرة من سلاح الفرسان المنغولي ، والتي ، مثل بقية الجيش ، سرعان ما طغت.

#### لاوس
أدت المخاوف من الوحدوية التايلاندية إلى تشكيل أول منظمة وطنية لاوسية ، حركة التجديد الوطني ، في يناير 1941. وكان يقود المجموعة الأمير فيتكسارات وبدعم من المسؤولين الفرنسيين المحليين ، ولكن ليس من قبل سلطات فيشي في هانوي. كتبت هذه المجموعة نشيد لاو الوطني الحالي وصممت علم لاو الحالي ، بينما تعهدت بشكل متناقض بدعم فرنسا. أعلنت البلاد استقلالها في عام 1945.
كان تحرير فرنسا عام 1944، وإيصال شارل ديغول إلى السلطة ، يعني نهاية التحالف بين اليابان وإدارة فيشي الفرنسية في الهند الصينية. لم يكن لدى اليابانيين أي نية للسماح للديغوليين بالاستيلاء على السلطة ، وفي مارس 1945 قاموا بانقلاب عسكري في هانوي. فرت بعض الوحدات الفرنسية فوق الجبال إلى لاوس ، وطاردها اليابانيون الذين احتلوا فيانغ تشان في مارس 1945 ولوانغ فرابانج في أبريل. تم اعتقال الملك Sīsavāngvong من قبل اليابانيين ، لكن نجله ولي العهد الأمير سافانجفاتانا دعا كل لاو لمساعدة الفرنسيين ، وتوفي العديد من لاو وهم يقاتلون ضد المحتلين اليابانيين.
عارض الأمير Phetxarāt هذا الموقف. كان يعتقد أنه يمكن الحصول على استقلال لاو من خلال الإنحياز لليابانيين ، الذين جعلوه رئيس وزراء لوانغ فرابانج ، وإن لم يكن لاوس ككل. كانت البلاد في حالة من الفوضى ، ولم يكن لحكومة Phetxarāt سلطة حقيقية. تلقت مجموعة أخرى من لاو ، وهي لاو سوري (لاو الحرة)، دعمًا غير رسمي من الحركة التايلاندية الحرة في منطقة إيسان .

#### الفلبين (الجمهورية الثانية)
بعد استسلام من الفلبينيين والقوات الأمريكية في شبه جزيرة باتان وجزيرة كوريجدور ، أنشأ اليابانية دولة دمية في الفلبين في عام 1942. وفي العام التالي، والجمعية الوطنية الفلبينية أعلنت الفلبين وجمهورية مستقلة ومنتخبة خوسيه لوريل كما لها الرئيس .  لم يكن هناك دعم مدني واسع النطاق للدولة ، ويرجع ذلك إلى حد كبير إلى المشاعر العامة المعادية لليابان الناجمة عن الفظائع التي ارتكبها الجيش الإمبراطوري الياباني. انتهت جمهورية الفلبين الثانية باستسلام اليابان في عام 1945، واعتقلت حكومة الولايات المتحدة لوريل واتهمتها بالخيانة. حصل على العفو من قبل الرئيس مانويل روكساس ، وظل نشطًا في السياسة ، وفاز في النهاية بمقعد في مجلس الشيوخ بعد الحرب .

#### فيتنام (إمبراطورية فيتنام)
كانت إمبراطورية فيتنام دولة دمى يابانية قصيرة العمر استمرت من 11 مارس إلى 23 أغسطس 1945.
عندما استولى اليابانيون على الهند الصينية الفرنسية ، سمحوا لمديري فيشي الفرنسيين بالبقاء في السيطرة الاسمية. انتهى هذا الحكم الفرنسي في 9 مارس 1945، عندما سيطر اليابانيون رسميًا على الحكومة. بعد فترة وجيزة ، ألغى الإمبراطور BĐạo i معاهدة 1884 مع فرنساوأصبح المؤرخ تران ترانج كيم رئيسًا للوزراء.
عانت البلاد من المجاعة الفيتنامية عام 1945 .

## التعاون الألماني والإيطالي والياباني في الحرب العالمية الثانية

### إعلان الحرب بين ألمانيا وإيطاليا ضد الولايات المتحدة

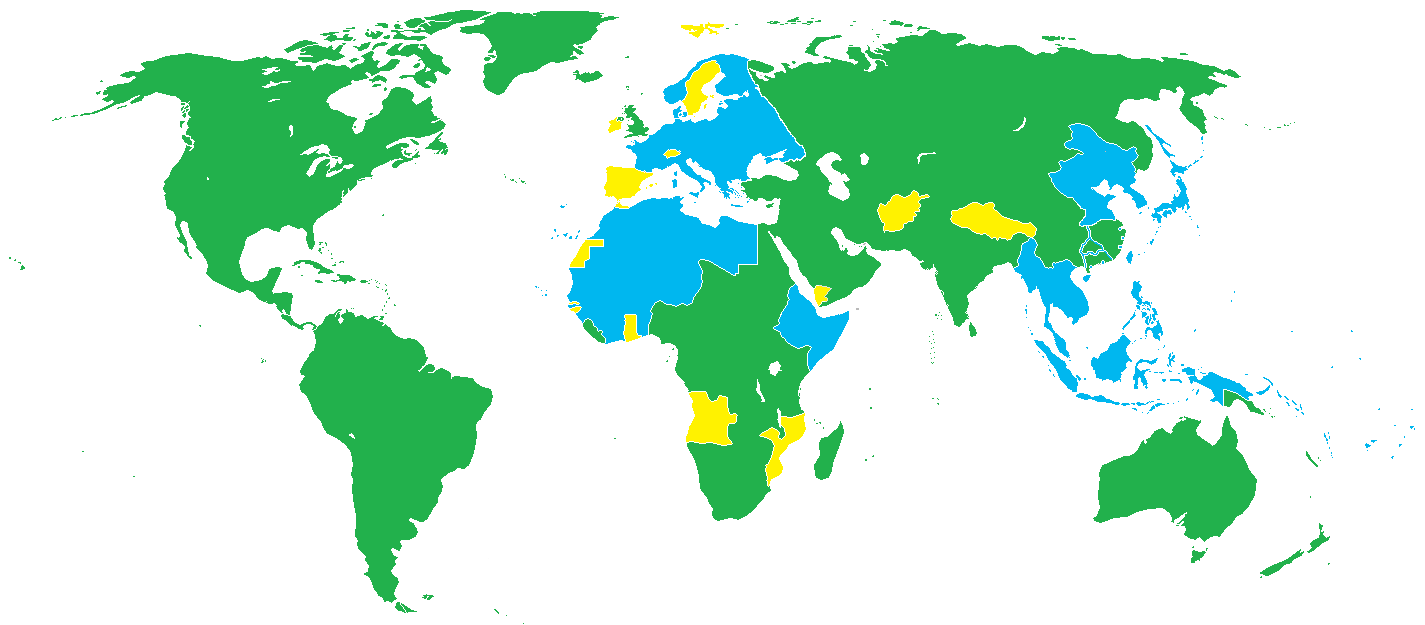
دول المحور في اقصي اتساعها (باللون الازرق)

في 7 ديسمبر 1941، هاجمت اليابان القواعد البحرية الأمريكية في بيرل هاربور ، هاواي. وفقًا لنصوص الميثاق الثلاثي ، كان مطلوبًا من ألمانيا النازية وإيطاليا الفاشية الدفاع عن حلفائهم فقط في حالة تعرضهم للهجوم. منذ أن اتخذت اليابان الخطوة الأولى ، لم تكن ألمانيا وإيطاليا ملزمتين بمساعدتها حتى قامت الولايات المتحدة بالهجوم المضاد. ومع ذلك، تتوقع الولايات المتحدة أن تعلن الحرب على ألمانيا في أي حال،  أمر هتلر الرايخستاغ ل يعلن رسميا الحرب على الولايات المتحدة . وافق هتلر على أن تعلن ألمانيا الحرب بشكل شبه مؤكد عندما أبلغه اليابانيون لأول مرة عن نيتهم خوض الحرب مع الولايات المتحدة في 17 نوفمبر 1941.  كما أعلنت إيطالياالحرب على الولايات المتحدة .

يشير المؤرخ إيان كيرشو إلى أن إعلان الحرب ضد الولايات المتحدة كان خطأ فادحًا ارتكبته ألمانيا وإيطاليا ، حيث سمح للولايات المتحدة بالانضمام إلى الحرب في أوروبا وشمال إفريقيا دون أي قيود.  من ناحية أخرى ، كانت المدمرات الأمريكية المرافقة للقوافل تتدخل بشكل فعال في معركة المحيط الأطلسي بالسفن والغواصات الألمانية والإيطالية ، وأدى إعلان الحرب الفوري إلى جعل الوقت السعيد الثاني ممكنًا لغواصات يو.  تخلت الولايات المتحدة فعليًا عن موقفها الحيادي في سبتمبر 1940 مع اتفاقية مدمرات القواعد ، قبل أن تتخلى عن كل مظاهر الحياد في مارس 1941 مع بداية Lend-Lease . كان الأدميرال إريك رايدر قد حث هتلر على إعلان الحرب طوال عام 1941 حتى تتمكن السفينة البحرية من غرق السفن الحربية الأمريكية التي ترافق القوافل البريطانية. أعقاب «حادثة جرير» في 4 سبتمبر 1941، عندما أطلقتالغواصة الألمانية U- 652 النار على المدمرة الأمريكية جرير ، أكد روزفلت أن جميع السفن الأمريكية المرافقة للقوافل قد صدرت لها أوامر «بإطلاق النار على كل المحور» السفن والغواصات في المحيط الأطلسي. أعلن هذا الأمر فعليًا الحرب البحرية على ألمانيا وإيطاليا.  في «حادثة كيرني» في 17 أكتوبر 1941 حاملة الطائرات يو إس إس كيرني أسقطت رسوم العمق على القوارب الألمانية U-Boats ، قبل أن يتم نسفها بواسطة U-568 - قتل 11 جنديًا أمريكيًا وجرح 22. تم نسف المدمرة الأمريكية روبن جيمس وإغراقها بواسطة الغواصة U-552 في 31 أكتوبر 1941. قال فرانكلين دي روزفلت في محادثته في Fireside في 9 ديسمبر 1941 أن ألمانيا وإيطاليا تعتبران نفسيهما في حالة حرب مع الولايات المتحدة تنص على. تم نشر خطط قوس قزح فايف من قبل الصحافة في أوائل ديسمبر 1941،  ولم يعد بإمكان هتلر تجاهل حجم المساعدات الاقتصادية والعسكرية التي كانت الولايات المتحدة تقدمها لبريطانيا والاتحاد السوفيتي. وخطة الكلب مذكرة قرر في عام 1940 أن الولايات المتحدة ستتبع إستراتيجية أوروبا الأولى من خلال التركيز على هزيمة ألمانيا وإيطاليا أثناء خوض حرب دفاعية في المحيط الهادئ. لعب الأمريكيون أدوارًا رئيسية في تمويل وإمداد الحلفاء ، وفي القصف الاستراتيجي لألمانيا ، وفي الغزو الأخير للقارة الأوروبية.

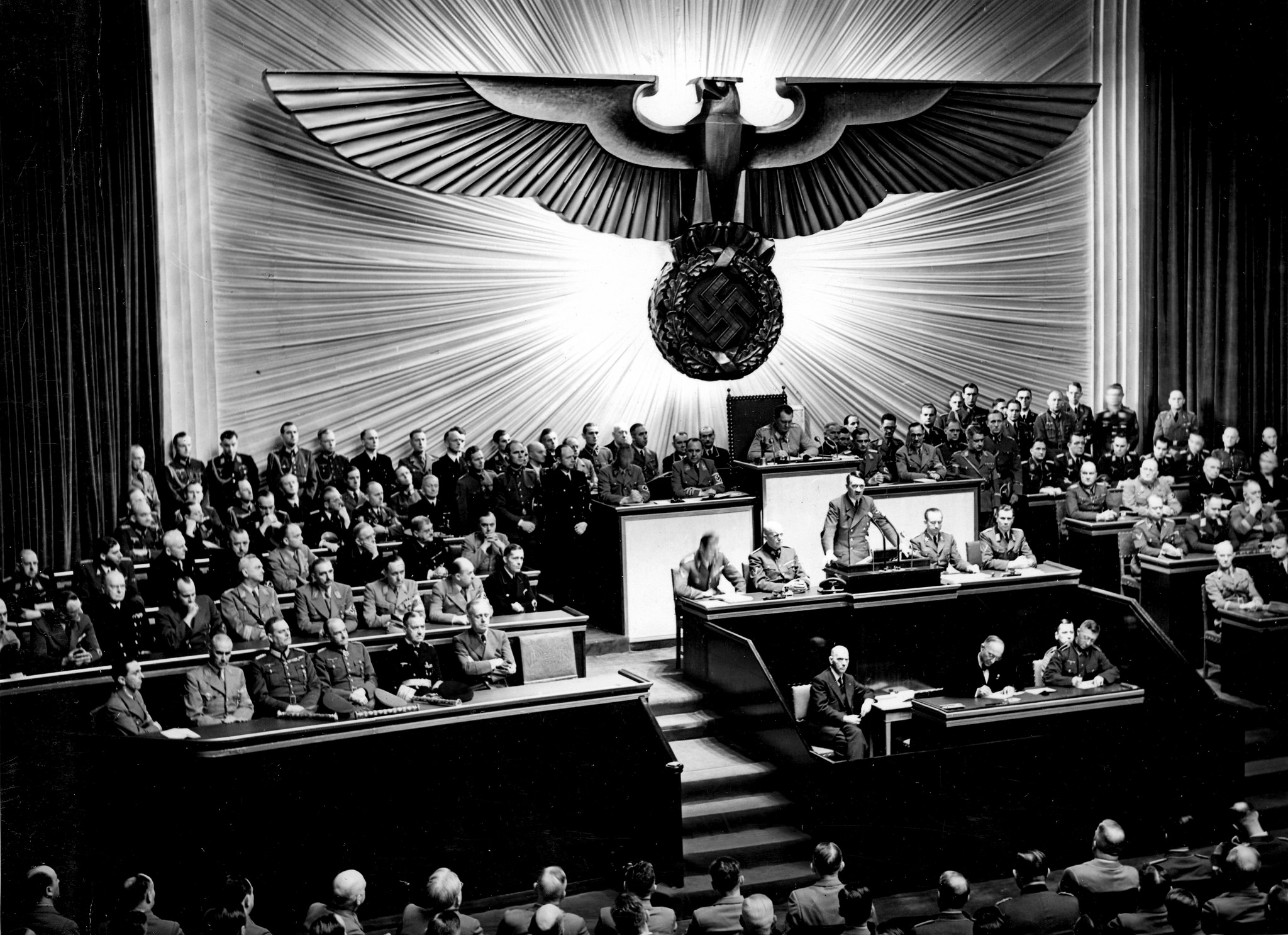

## معرض صور

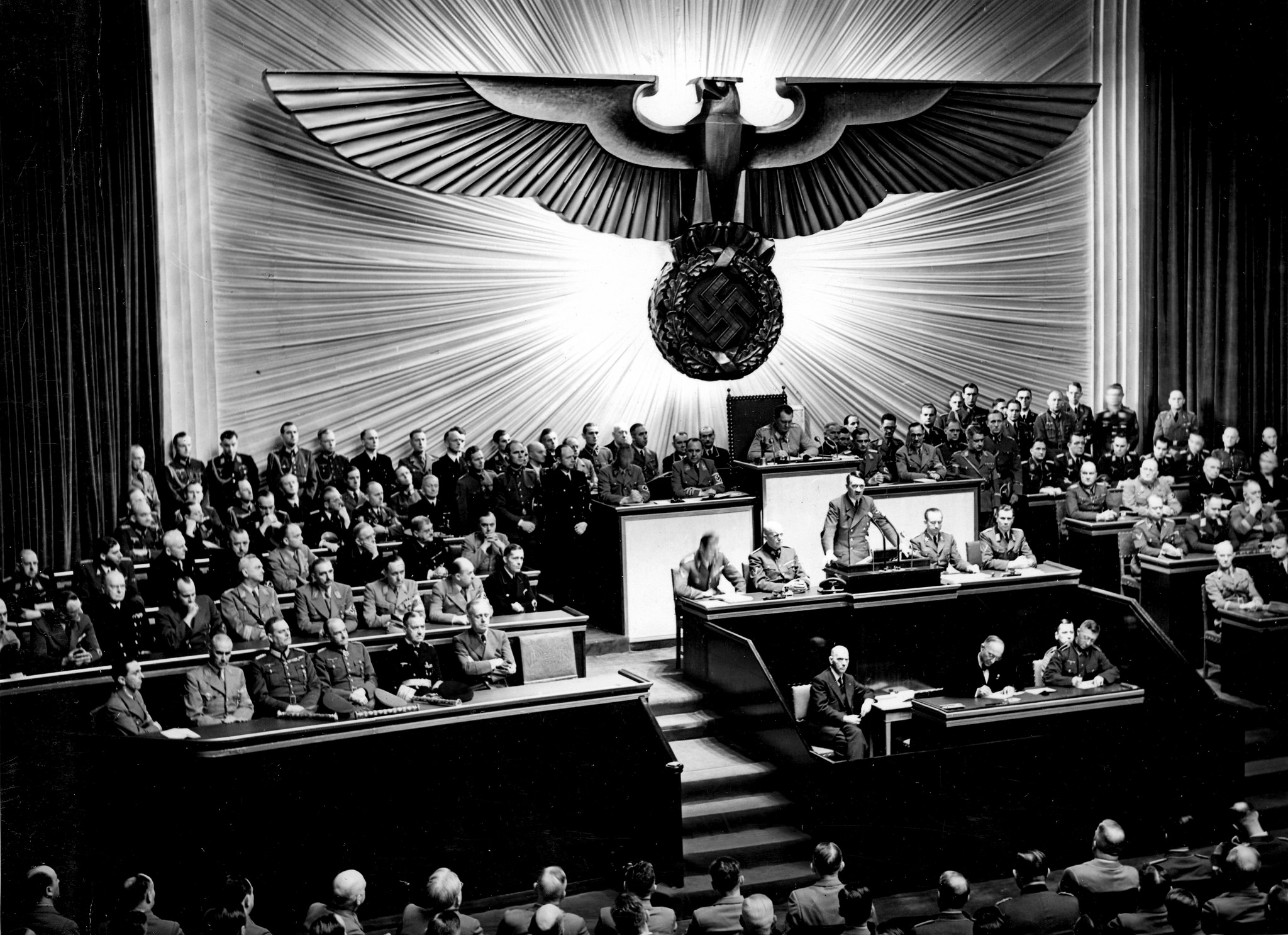
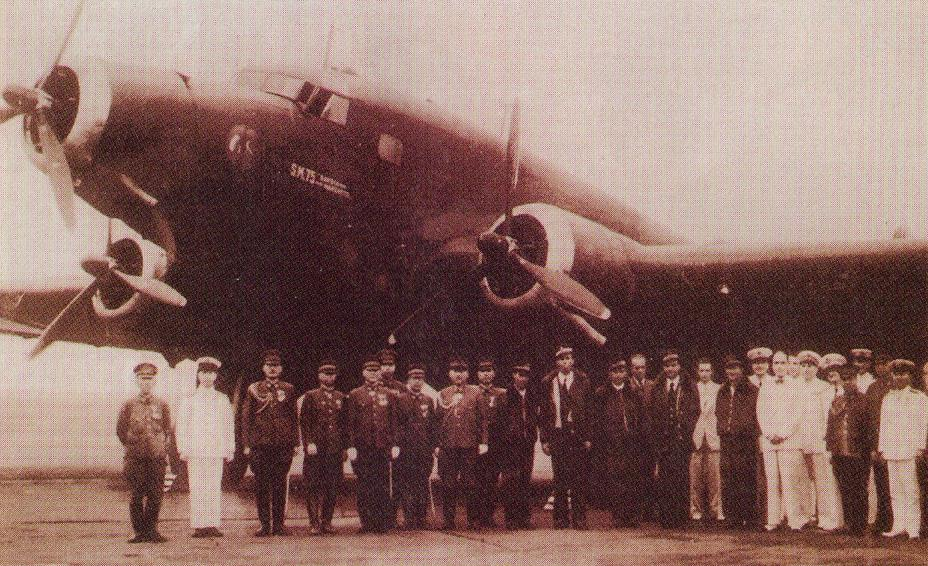
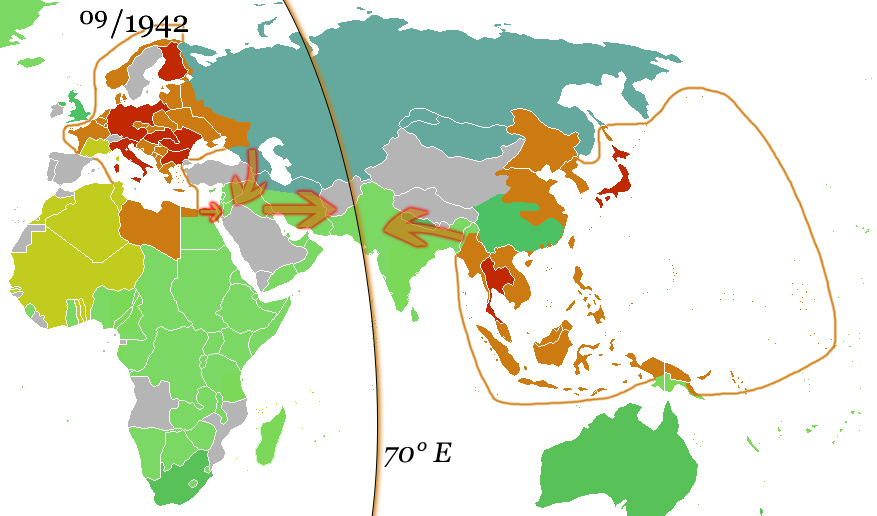